# Schloss Ahrensburg

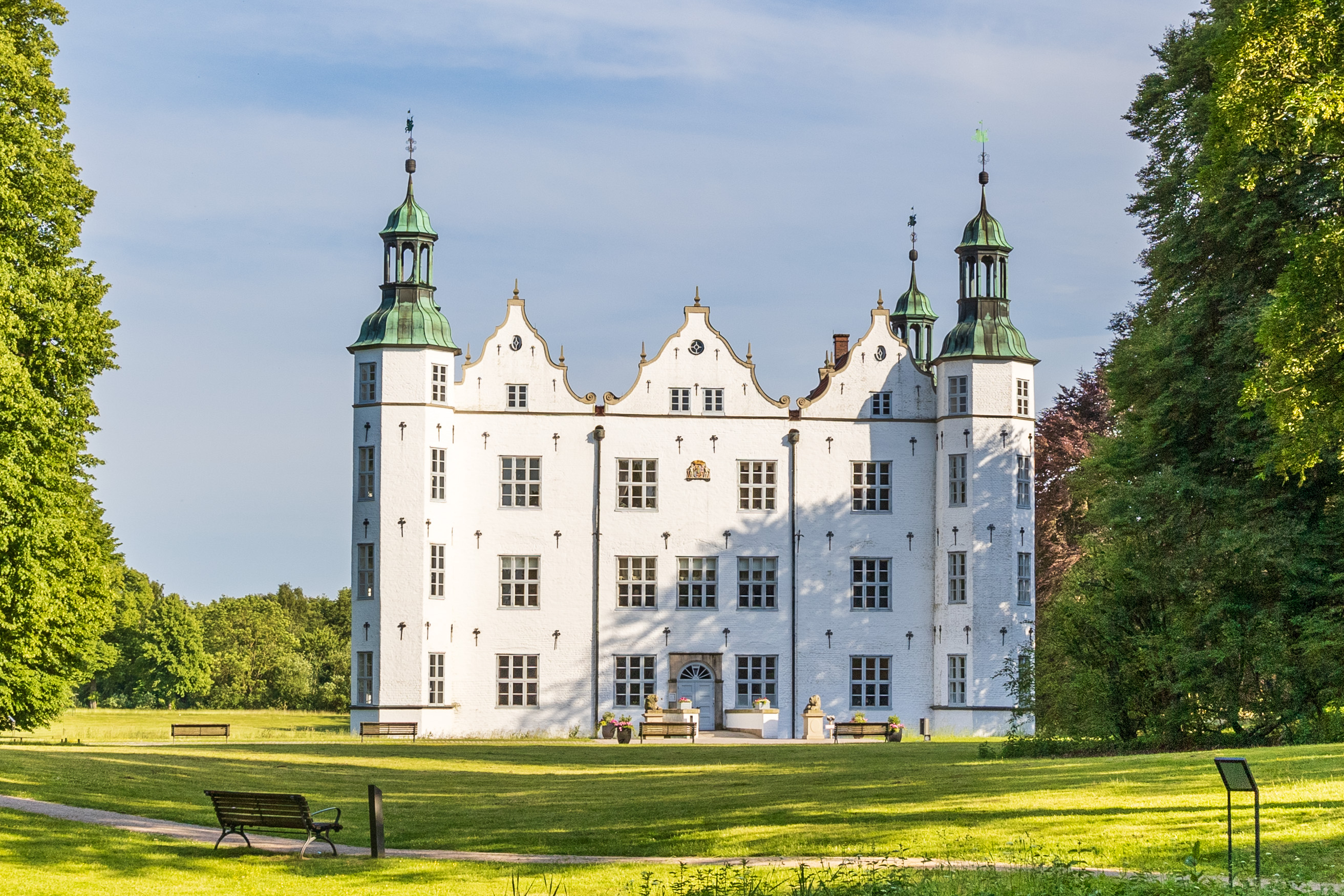
Schloss Ahrensburg, Blick von Norden auf die Eingangsfassade

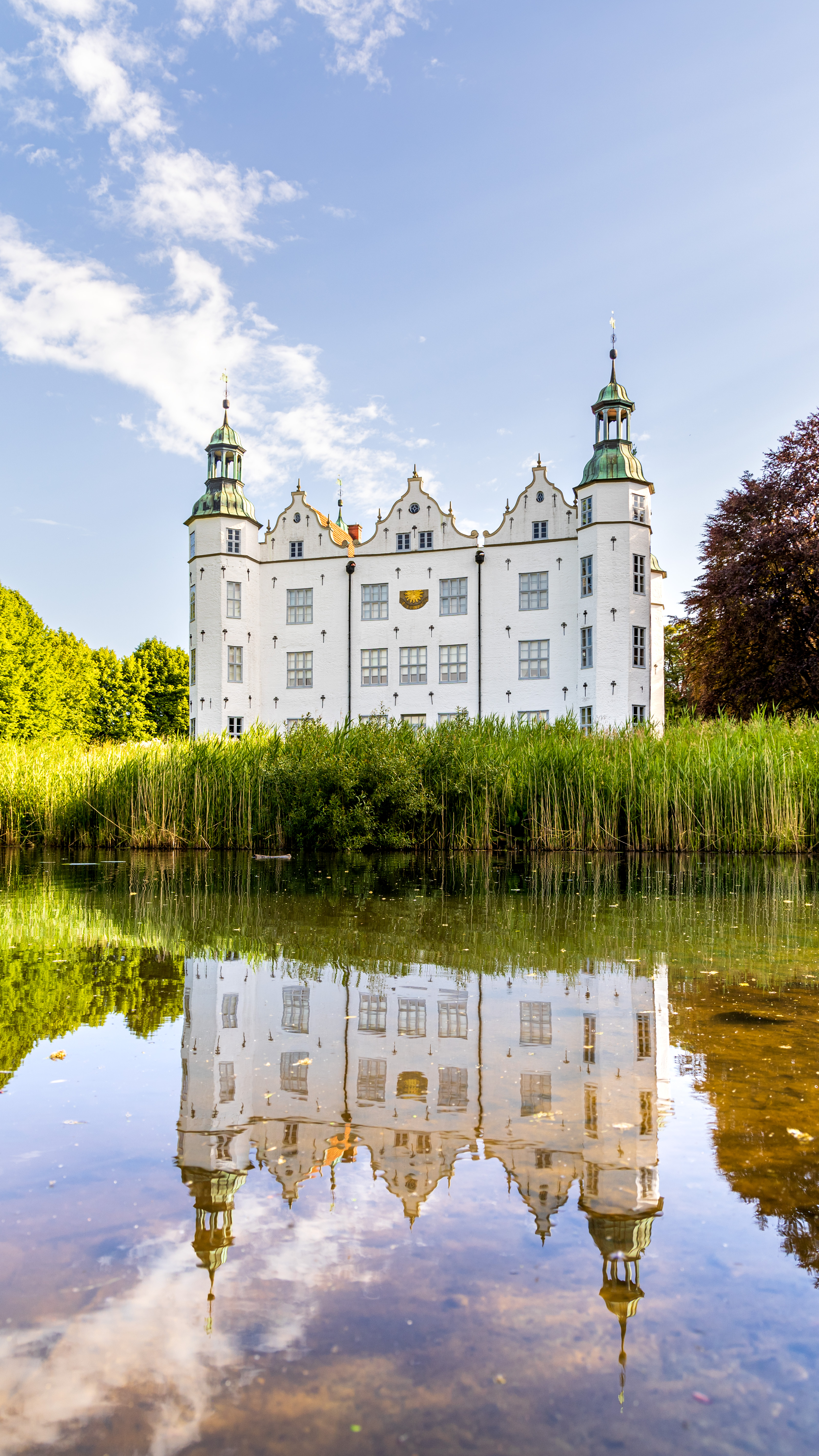
Blick von Südosten auf die Gartenfassade, im Vordergrund der äußere Schlossgraben

Das Schloss Ahrensburg befindet sich in der nach dem Schlossbezirk benannten Stadt Ahrensburg im südlichen Schleswig-Holstein, etwa 30 Kilometer nordöstlich des Hamburger Stadtzentrums. Das kleine Wasserschloss ist eigentlich ein Herrenhaus und war als solches einst Mittelpunkt eines adligen Gutes. Als Schloss wird das Gebäude jedoch schon seit dem 18. Jahrhundert bezeichnet.
Das Schloss ist eines der Hauptwerke der Renaissancearchitektur in Schleswig-Holstein. Es gehört zu den bekanntesten Sehenswürdigkeiten des Bundeslandes und ist für die Öffentlichkeit zugänglich. Zum Schlossareal gehören neben dem Herrenhaus die einstige Gutskapelle mit ihren sogenannten Gottesbuden sowie ein im Stil Englischer Landschaftsgärten gestalteter Schlosspark.

## Nutzung

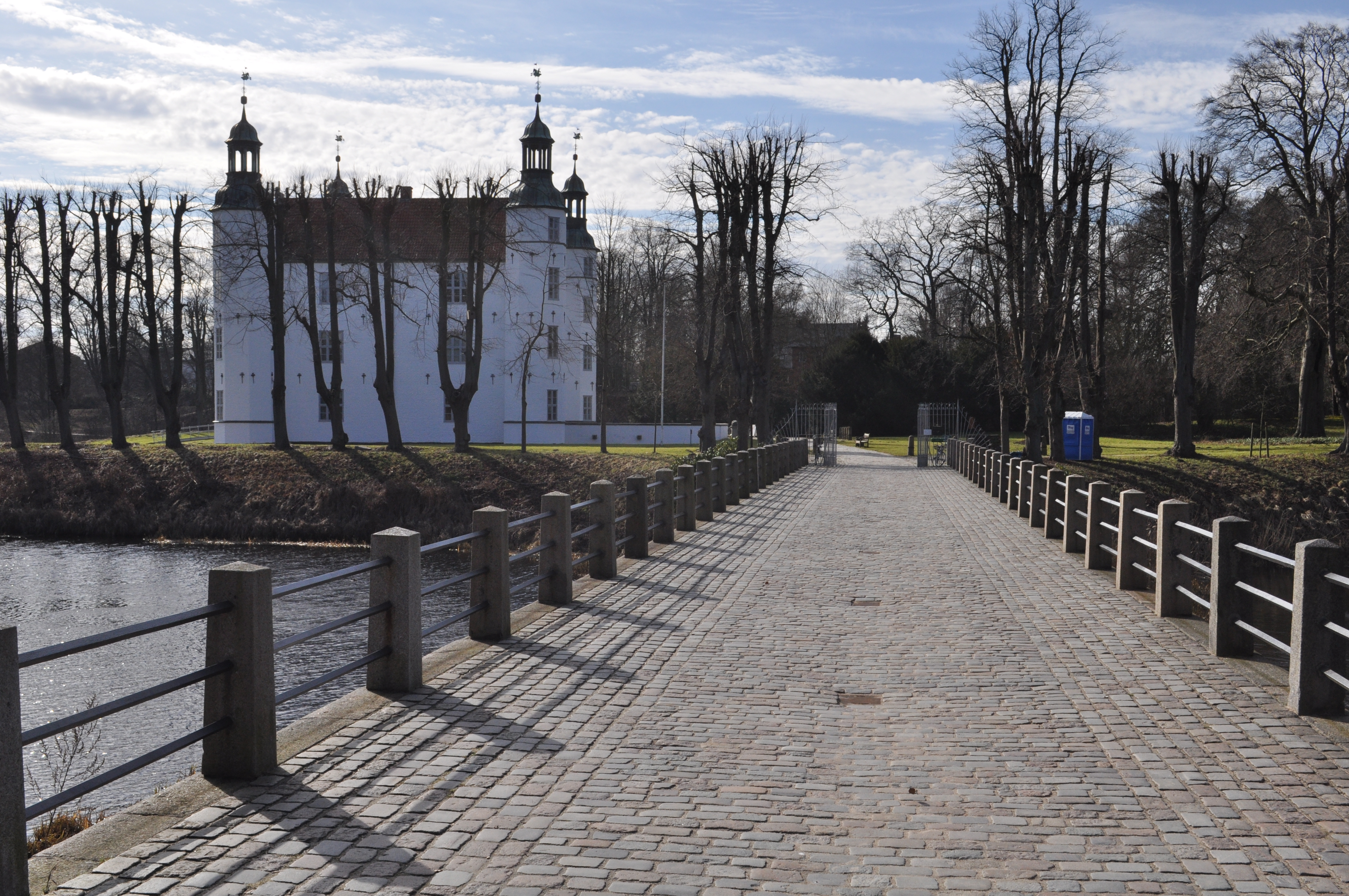
Brücke zur Schlossinsel, im Hintergrund das Ahrensburger Schloss

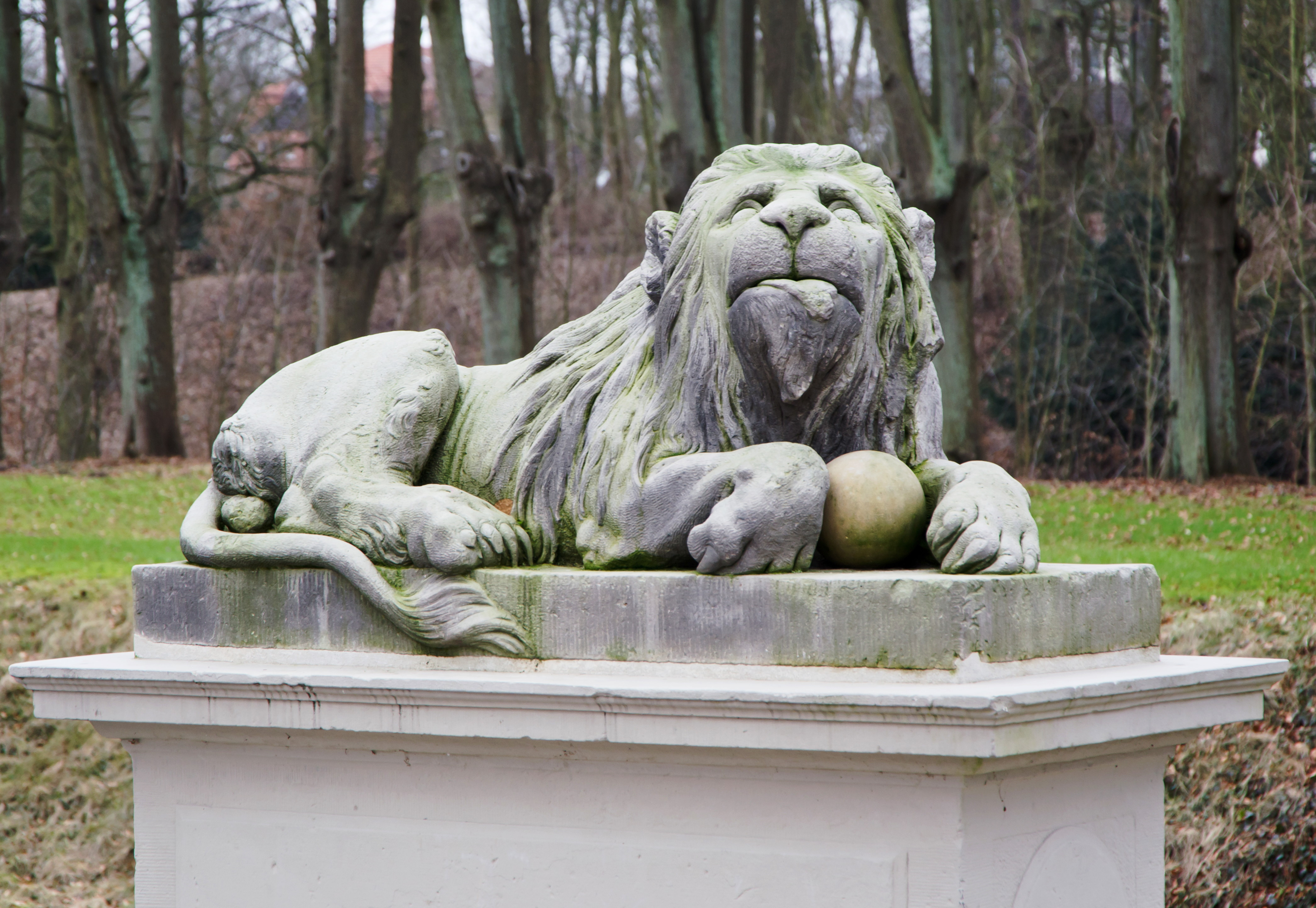
Löwen an der Zugangsbrücke zum Schloss

Der ursprünglich mit einfachen Befestigungsanlagen geschützte Renaissancebau befand sich seit dem 16. Jahrhundert im Besitz verschiedener Linien der dem Holsteiner Uradel angehörenden Familie Rantzau. Nach einer Zeit des wirtschaftlichen Niedergangs gelangten Gut und Schloss Ahrensburg im 18. Jahrhundert in den Besitz der in den Adelsstand erhobenen Familie Schimmelmann, unter der das Herrenhaus zu einem aufwendigen Landsitz umgestaltet wurde. Die Schimmelmanns verblieben über mehrere Generationen in Ahrensburg, dann wurde der Besitz 1932 verkauft.
Nachdem das Schloss in der Zeit des Zweiten Weltkriegs unterschiedlichen Zwecken gedient hatte, beherbergt es heute ein Museum mit dem Schwerpunkt der schleswig-holsteinischen Adelskultur. Trauungen über das Standesamt Ahrensburg sind im Erdgeschoss im Gartensaal oder in der zweiten Etage im Salon Louis Seize oder in der Bibliothek möglich.

## Geschichte

### Von der Burg Arnesvelde zum Ahrensburger Gut

Burg Arnesvelde auf einer historisierenden Darstellung des 19. Jahrhunderts nach dem Vorbild der Burg auf der Rantzau-Tafel

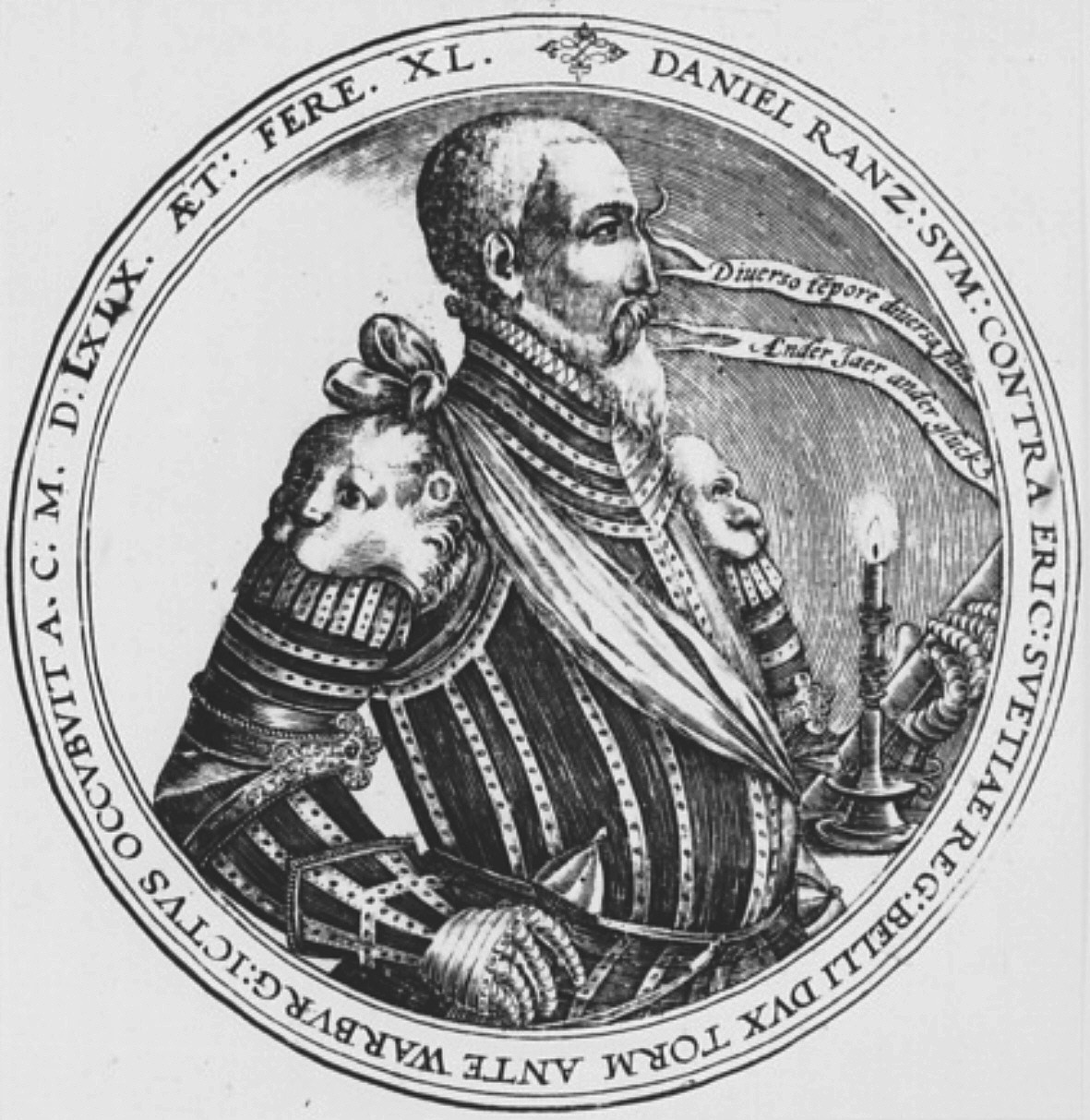
Daniel Rantzau, der erste Besitzer

In der Nähe des heutigen Schlosses gab es bereits im Mittelalter einen befestigten Herrensitz, die sogenannte Burg Arnesvelde, die den Schauenburger Grafen gehörte. 1327 kam die Anlage mit den angrenzenden Ländereien an das Reinfelder Kloster, wo sie die nächsten Jahrhunderte verblieb. Die kleine Burg wurde kaum genutzt und begann im Laufe der Zeit zu verfallen. Im Zuge der Reformation wurde das Kloster im 16. Jahrhundert säkularisiert, und Arnesvelde ging in den Besitz des dänischen Königs Friedrich II. über. Der vergab es 1564 zunächst an die Familie Blome.
Am 9. März 1567 erhielt der in königlich dänischen Diensten stehende Feldherr Daniel Rantzau die Überreste der Burg als Lohn für seine Dienste und Ausgleich für Schulden, die der König bei ihm hatte. Zusammen mit der Burg erhielt er die vier Dörfer Woldenhorn, Ahrensfelde, Meilsdorf und Bünningstedt. Rantzau, der aus dem Nienhofer Zweig der zu dieser Zeit einflussreichsten Familie Schleswig-Holsteins stammte, fiel bereits zwei Jahre später in einem Kampf um die schwedische Festung Varberg, ohne seinen neuen Besitz je betreten zu haben. Da er kinderlos war, fiel das Erbe an seinen Bruder Peter Rantzau, der mit den Ländereien eine ausgedehnte Gutswirtschaft begründete.

### 16. bis 18. Jahrhundert: Ein Herrenhaus der Familie Rantzau
Peter Rantzau übernahm die Ländereien um das künftige Schloss 1569. Nördlich des Dorfes Woldenhorn – das in der heutigen Stadt Ahrensburg aufgegangen ist – entstand ein großer Gutshof, der zum wirtschaftlichen Mittelpunkt der Anlage wurde. Zwischen den Gutsgebäuden und dem Dorf im Süden, in einem von der Hunnau durchflossenen flachen Bachtal, ließ Peter Rantzau das Herrenhaus errichten. Für das um 1585 erbaute Gebäude wurden die Reste der einige Kilometer südlich gelegenen Arnesvelder Burg abgerissen und das Material zum Teil in Ahrensburg verbaut; von der mittelalterlichen Burg sind nur noch einige verwilderte Wälle und Gräben übrig geblieben. Der Name der Burg übertrug sich auf den neuen Besitz. Peter Rantzaus Cousin aus der Breitenburger Linie der Familie, der Humanist Heinrich Rantzau, fasste den Ortswechsel des Baus mit poetischen Worten zusammen:

„Seht mich Burg, die künftig im Munde der Zeit soll leben,

Arnsburg werd ich mit wohl passendem Namen benannt,

einsam lag und in Trümmer verging mein modernd Gesteine.

Nunmehr steh ich erneut schöner an schönerem Ort.“

Das Herrenhaus wurde in der traditionellen Form des sogenannten Mehrfachhauses errichtet und als moderner, aufwendiger Renaissancesitz ausgestattet. Heinrich Rantzau beschrieb das Herrenhaus und seine Ausstattung 1597 – wahrscheinlich etwas überzogen – als „einen mit unbegreiflichen Kosten errichteten Bau, dessen Räume mit Gold und Silber bekleidet waren“. Das Herrenhaus sollte Peter Rantzau vor allem als Alterssitz und nach seinem Willen anschließend „für ewige Zeiten“ als Stammsitz seines Familienzweigs dienen. Mit der 1596 vollendeten Schlosskapelle in unmittelbarer Nähe des Guts schuf er auch die Grablege für sich und seine Nachfahren. Der Traum von dauerhaftem Ruhm seiner Linie endete jedoch bereits in der folgenden Generation, da sein Sohn Daniel ohne männlichen Nachkommen starb. Dennoch verblieb das Gut als Erbe im Besitz der weitverzweigten Rantzaus, und das Herrenhaus beherbergte bis zum 18. Jahrhundert insgesamt sieben Generationen der Familie.
Eine anfängliche Phase des wirtschaftlichen Aufschwungs des Gutes fand ihren Ausdruck auch in den Gottesbuden an der Schlosskirche, einer von Peter Rantzau begründeten Versorgungseinrichtung für alte und invalide Gutsarbeiter. Anders als die Breitenburger Mitglieder der Familie Rantzau, die mehrere königliche Statthalter stellten und damit aktiv an der Landespolitik beteiligt waren, blieben die Ahrensburger Herren in der Geschichte der Herzogtümer jedoch eher unbedeutend. Das Herrenhaus war in dieser Zeit vor allem das aufwendige Wohngebäude eines adligen Gutsbetriebs und weniger ein Ort der fürstlichen Hofkultur.
Ab dem 17. Jahrhundert machte der Ahrensburger Besitz mehrere finanzielle Krisen durch, auch ausgelöst durch die Folgen des Dreißigjährigen Krieges. Im 18. Jahrhundert gerieten die Rantzaus zudem in Konflikte mit ihren Gutsangestellten, die zwar ihrem Status nach Leibeigene waren, deren Forderungen nach besseren Lebensbedingungen jedoch zunehmend wuchsen und in langwierigen Aufständen gipfelten. Diese Zeit der Konflikte zwischen Leibeigenen und Gutsherrn wird in der lokalen Literatur gelegentlich als Dreißigjähriger Ahrensburger Bauernkrieg bezeichnet. Einen letzten wirtschaftlichen Aufschwung erlebte das Gut, nachdem es durch Erbgang und Heirat an Detlev Rantzau aus der Putloser Linie der Familie übergegangen war. Als Detlev Rantzau 1746 gestorben war, konnte der hochverschuldete Besitz von der Familie nicht mehr gehalten werden und wurde in der Mitte des 18. Jahrhunderts zum Verkauf angeboten.

### 18. bis 20. Jahrhundert: Der Sommersitz der Familie von Schimmelmann

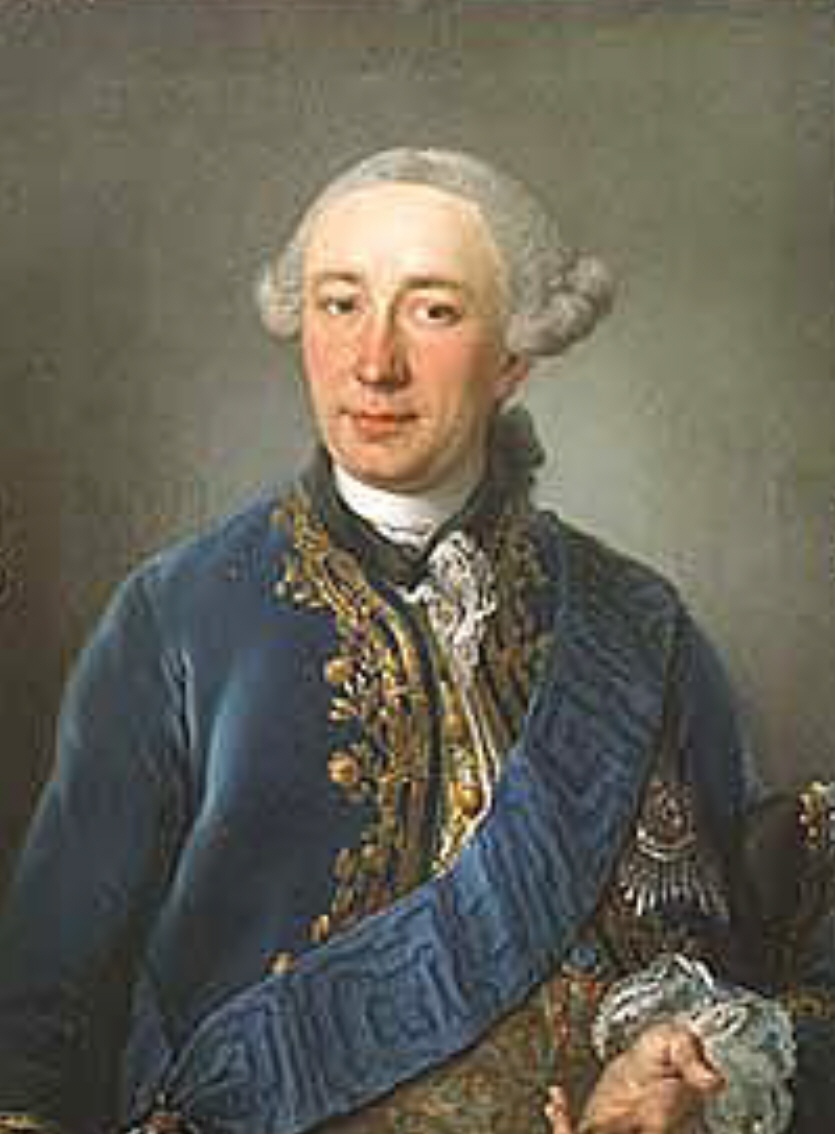
Unter Heinrich Carl von Schimmelmann erlebte das Ahrensburger Schloss seine kulturelle Glanzzeit. Gemälde von Stefano Torelli, 1762

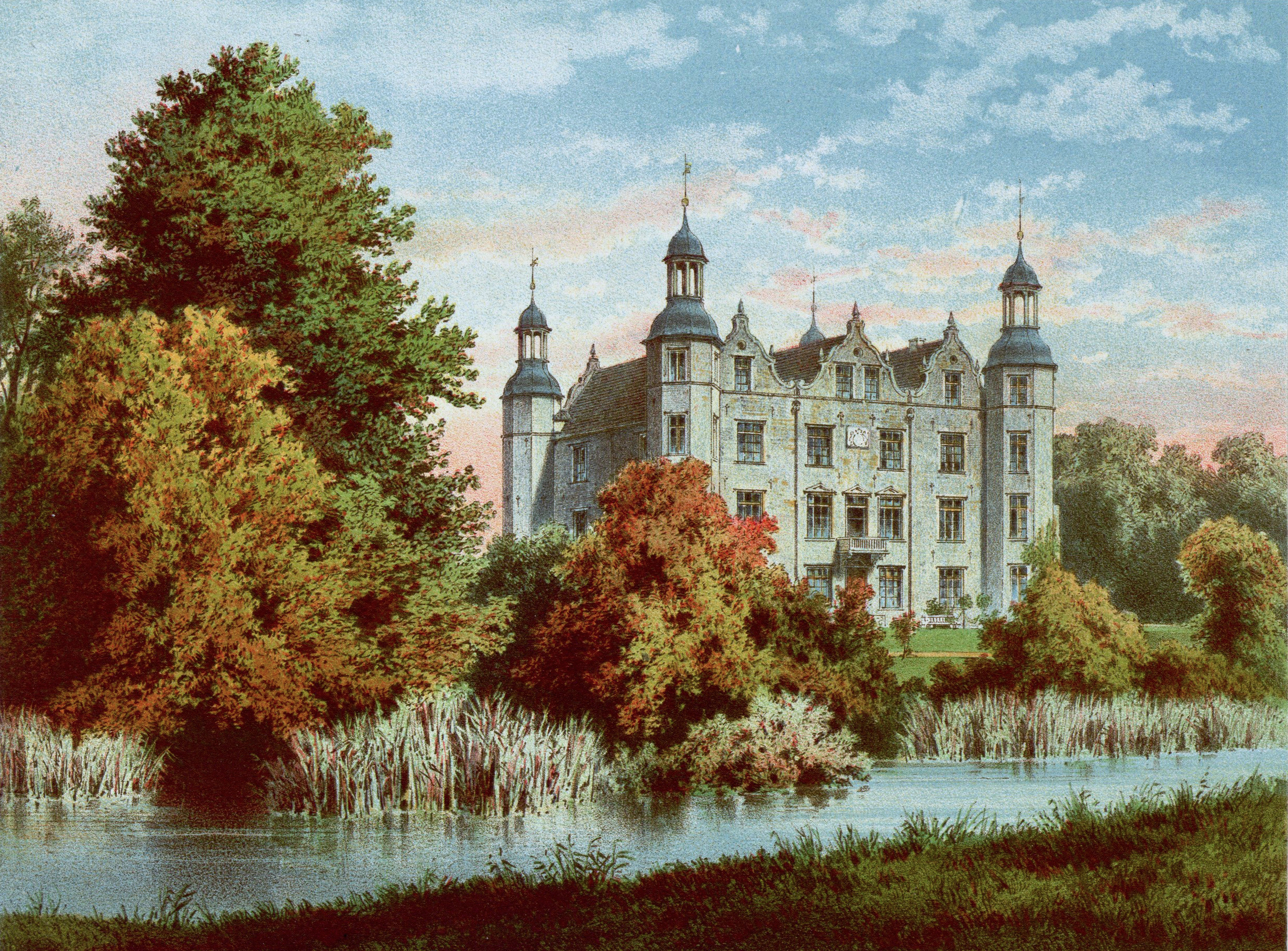
Schloss Ahrensburg um 1869, Lithographie in der Sammlung Alexander Dunckers

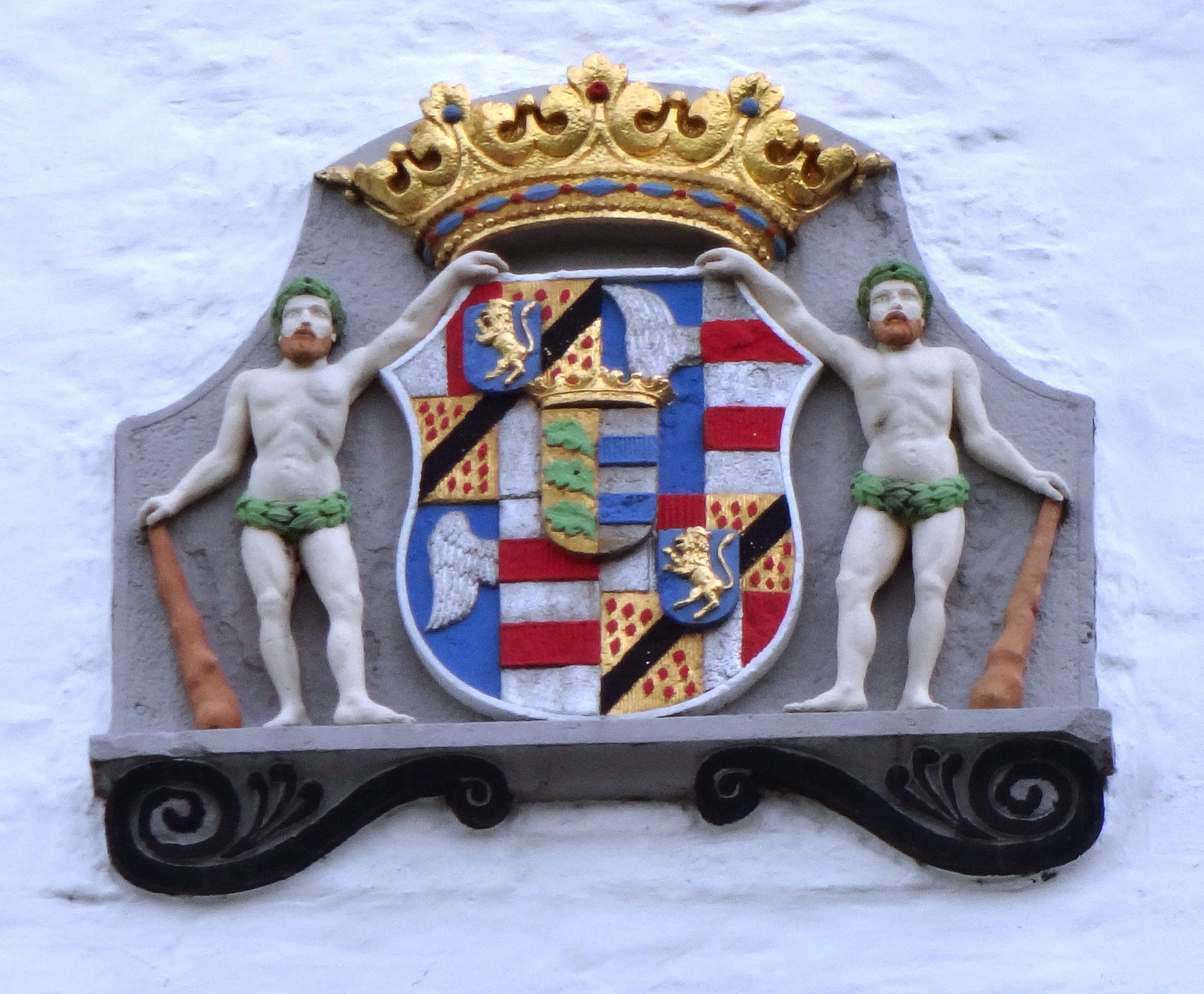
Schimmelmannwappen über dem Haupteingang

Nachdem er bereits seit Januar 1759 mit dem letzten Gutsverwalter Christian Rantzau in Verhandlungen gestanden war, kaufte der aus Vorpommern stammende Kaufmann Heinrich Carl von Schimmelmann das hochverschuldete Gut im Mai des Jahres für 180.000 Reichstaler. Schimmelmann war 1756 im Siebenjährigen Krieg zum Getreidelieferanten des preußischen Heeres aufgestiegen und konnte durch glückliche Umstände den Lagerbestand der Meißener Porzellanmanufaktur erwerben. Mit dem Weißen Gold – ein Teil des Porzellans ist noch heute im Schloss ausgestellt – erwarb er einen Teil seines beträchtlichen Vermögens. Schimmelmann beteiligte sich als Sklavenhändler, Plantagenbetreiber und Manufakturbesitzer an allen drei Eckpunkten des atlantischen Dreieckshandels und gehörte bald zu den reichsten Männern seiner Zeit. Seine Fähigkeiten als Finanzmann führten ihn bis an den dänischen Hof, wo er 1768 zum königlichen Schatzmeister ernannt wurde. Kopenhagen wurde sein Hauptwohnsitz, wo er in der Nähe der Amalienborger Palais’ das sogenannte Berkenthische Palais erwarb, das heutige Odd Fellow Palæet. Seine Geschäfte führten ihn auch immer wieder nach Hamburg und ins damals durch Dänemark verwaltete Altona. In Hamburg erwarb er das Gottorper Palais in der Nähe der Michaelis-Kirche als Stadtdomizil. Ahrensburg dagegen sollte ihm als in der Nähe der Städte Hamburg und Altona gelegener Landsitz dienen, ebenso wie das ebenfalls erworbene Herrenhaus in Wandsbek.
Schimmelmann ließ das Ahrensburger Herrenhaus in ein spätbarockes Landschlösschen umbauen, das bis zur Fertigstellung des Neubaus in Wandsbek 1778 seine Sommerresidenz war. Die Schimmelmannsche Familie verließ Kopenhagen in der Regel im Mai eines jeden Jahres und verblieb bis November in Ahrensburg, wo sie von durchschnittlich fünfundzwanzig Hausangestellten versorgt wurde. Der aus dem Bürgertum stammende Schimmelmann wurde zum Freiherren und schließlich 1779 zum dänischen Grafen erhoben und verheiratete seine Kinder in den holsteinisch-dänischen Landadel. Das Herrenhaus entwickelte sich zu einem gesellschaftlichen Zentrum der holsteinischen Gutskultur und auch der dänische König Christian VII. besuchte es mehrfach. Das Gebäude erlebte in dieser Epoche seine Glanzzeit und Schimmelmann schrieb über seinen Landsitz „Ich habe soviel Liebe für Ahrensburg […] es ist mein einziges Vergnügen“.
Mit der Fertigstellung des neuen Wandsbeker Schlosses 1778 wurde Ahrensburg seltener besucht. Nach dem Tode des Schatzmeisters teilten die Kinder das Erbe, zu dem sechs Herrenhäuser und Palais gehörten, auf. Das Ahrensburger Gut ging an den Sohn Friedrich Joseph Schimmelmann. Unter ihm wurde als fortschrittlichste Neuerung 1788 die Leibeigenschaft aufgehoben, doch da er die erfolgreichen Geschäfte seines Vaters nicht fortzuführen vermochte, verschuldete er den Besitz zunehmend. Mit Beginn des 19. Jahrhunderts vertiefte sich die wirtschaftliche Krise noch durch die Folgen der Napoléonischen Kriege, die das benachbarte Hamburg ebenso betrafen wie das dänische Königreich. Erst in der Mitte des Jahrhunderts endete die Stagnation und durch Erbgänge kamen die verschiedenen Schimmelmannschen Besitztümer unter Ernst Graf von Schimmelmann, einem Urenkel des Schatzmeisters, wieder in einer Person zusammen. In dieser Zeit wurde das Herrenhaus modernisiert und der alte Wirtschaftshof der Schlossinsel abgebrochen; neue Nebengebäude wurden östlich des Mühlenteichs errichtet. Der Gutsbetrieb wurde, ergänzt mit einer erfolgreichen Pferdezucht, bis zum Beginn des 20. Jahrhunderts fortgeführt. Bis zur Übernahme durch Preußen 1867 war das Gut auch Patrimonialgericht.
Mit dem Ende des Ersten Weltkriegs erlebte das Gut eine letzte große Krise. Die alte Form der Gutsherrschaft war überholt, die wirtschaftlichen Depressionen der 1920er Jahre und die anschließende Weltwirtschaftskrise führten zu einer erneuten Überschuldung, die den Verkauf des Guts und des Herrenhauses zur Folge hatte. Bis 1932 lebten insgesamt sieben Generationen der Familie von Schimmelmann im Schloss, ebenso viele wie zur Zeit der Familie Rantzau. Letzter namhafter Vertreter der Schimmelmann war das Mitglied des Preußischen Herrenhauses  Carl Gustav Ernst von Schimmelmann (* 1848; † 1922), königlich preußischer Kammerherr, verheiratet mit der aus dänischem Uradel stammenden Betty Skeel. Ihr zweiter Sohn, samt Familie und Nachfahren, Heinrich Carl von Schimmelmann (* 1890; † 1971), blieb noch Lehnsgraf auf Lindenborg und Nutznießer eines Successionsfonds des Schimmelmann’schen (Geld)-Familienfideikommiss.

### Vom 20. Jahrhundert bis zur Gegenwart

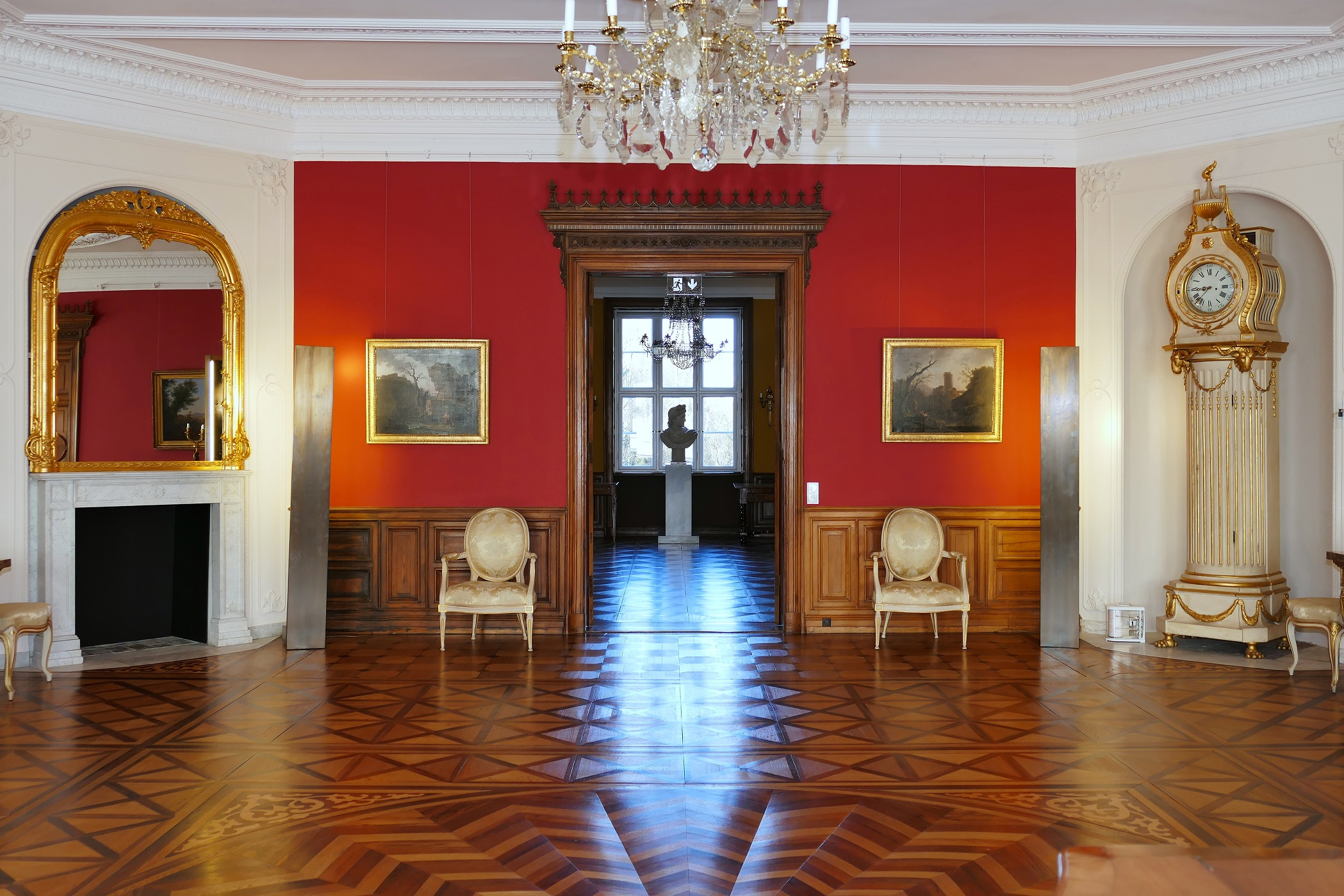
Festsaal Schloss Ahrensburg

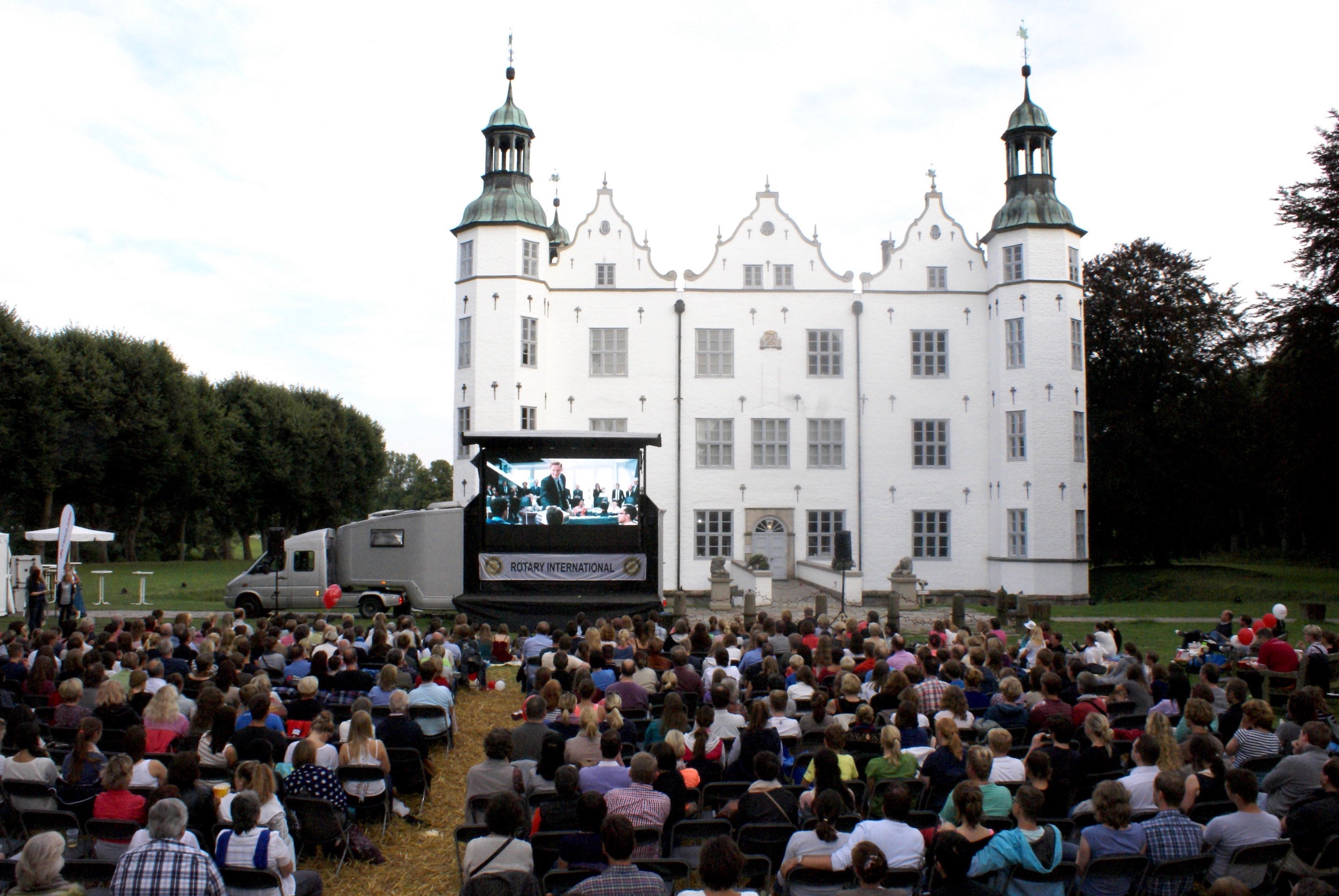
Kinosommer

Die Ländereien des Guts wurden an verschiedene Käufer veräußert, das Interesse an dem alten Herrenhaus war jedoch gering, so dass es ab 1932 leer stand. Das Inventar wurde bereits ab 1927 zum Teil versteigert, 1929 kaufte die örtliche Sparkasse die noch verfügbaren Stücke für 25.000 Reichsmark. Durch die Initiative eines Ahrensburger Bürgers kaufte die örtliche Sparkasse auch das Schloss, das bereits seit 1932 zu besichtigen war, und richtete 1935 ein erstes Museum ein. 1938 wurde ein Schlossverein mit der Zielsetzung des Erhalts des Herrenhauses gegründet. Im Zuge des Zweiten Weltkrieges wurde das Museum 1941 geschlossen, das Inventar ausgelagert und das Schloss unter Tarnnetzen versteckt. Während der Kriegszeit – die es weitgehend unbeschadet überstand – diente es unter anderem 1943 als Lazarett und 1944 als Sitz der Deutschen Seewarte. Nach Ende des Krieges beherbergte das Schloss kurzzeitig eine Kommandostelle der britischen Armee, anschließend nahm es mehr als 400 Flüchtlinge auf. 1947 zog eine Berufsschule ein, die bis 1954 verblieb.
Der Schlossverein unter der Leitung von Hans Schadendorff bemühte sich in der Nachkriegszeit, das Museum wieder zu eröffnen, was 1955 geschah. In den folgenden Jahrzehnten wurde die Schlossanlage in Abschnitten saniert, insbesondere in den Jahren von 1984 bis 1986 unter Leitung von Horst von Bassewitz. Sie diente unter anderem als Kulisse für die deutschen Edgar-Wallace-Verfilmungen Der grüne Bogenschütze und Die seltsame Gräfin. Einige Außenaufnahmen von Die toten Augen von London entstanden an der Schlosskirche. Das Schloss war außerdem Drehort der ARD-Märchenverfilmung Das tapfere Schneiderlein.
Am 21. Februar 2003 wurde das Schloss in eine vom Land Schleswig-Holstein, dem Kreis Stormarn, der Stadt Ahrensburg und der Sparkasse Stormarn gegründete Stiftung bürgerlichen Rechts eingebracht. Die Stiftung empfängt nach eigenen Angaben öffentliche Förderungen im abnehmenden Umfang, der benötigte Gesamtetat des Hauses wird zu gut zwei Dritteln selbst erwirtschaftet. Von 2002 bis 2006 erhielt die Stiftung aus dem Landeshaushalt einen jährlichen Zuschuss von 25.600 Euro.
Der Erhalt des Gebäudes wird unter anderem durch die Eintrittsgelder des ganzjährig geöffneten Museums finanziert, jährlich werden bis zu 30.000 Besucher gezählt. Weitere Einnahmen ergeben sich aus dem vielfältigen Nutzungskonzept der Schlossanlage; es werden regelmäßige Festivitäten und Konzerte veranstaltet. Auch können einige der Schlossräume für Veranstaltungen gemietet werden; durch die Vermietung des Trauzimmers werden so beispielsweise bis zu 40.000 Euro jährlich eingenommen. Ein großes Kinderprogramm mit über 250 Veranstaltungen im Jahr soll auch die junge Generation für das Schloss begeistern. Von 2009 bis 2016 wurden im Schloss dank öffentlicher Fördermittel insgesamt 2,6 Mio. Euro in eine Komplettsanierung des Hauses investiert. Im gleichen Zeitraum wurde, ebenfalls mit öffentlichen Mitteln, der Schlossgraben entschlammt und der Schlosspark saniert. Zuwendungen erhält das Haus aus Spenden und Privatinitiativen des Freundeskreises Schloss Ahrensburg e. V., der seit seiner Gründung im Jahr 1992 über 560.000 Euro (Stand April 2021) für Sanierungsarbeiten und Ankäufe zur Verfügung stellen konnte. Weitere Unterstützung erfolgt aus der mit einem Vermögen von 400.000 Euro (Stand Ende 2016) ausgestatteten Sparkassen-Stiftung Schloss Ahrensburg, welche eng mit der Stiftung Schloss Ahrensburg kooperiert.

## Schlossgebäude

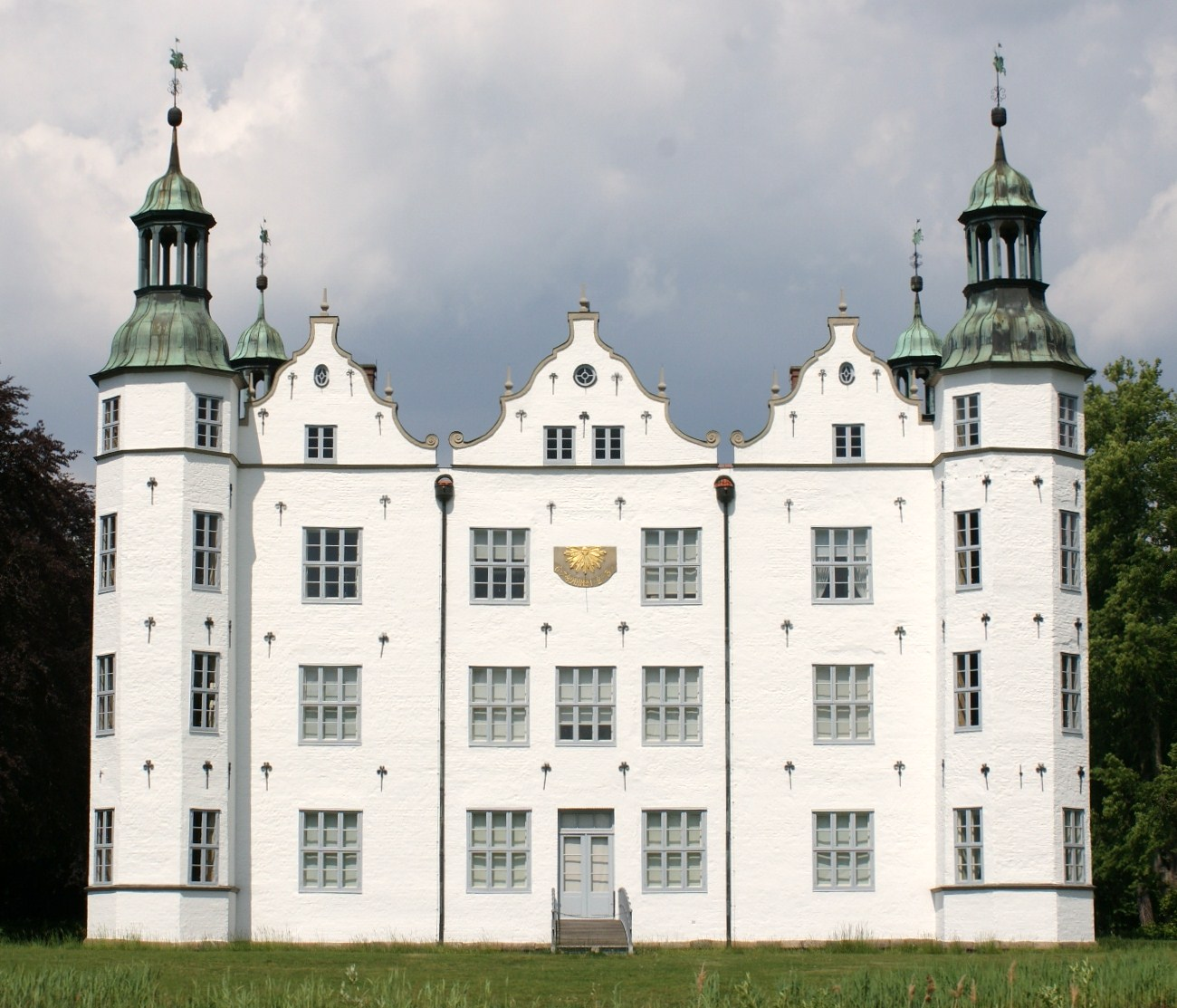
Ansicht der Südfassade

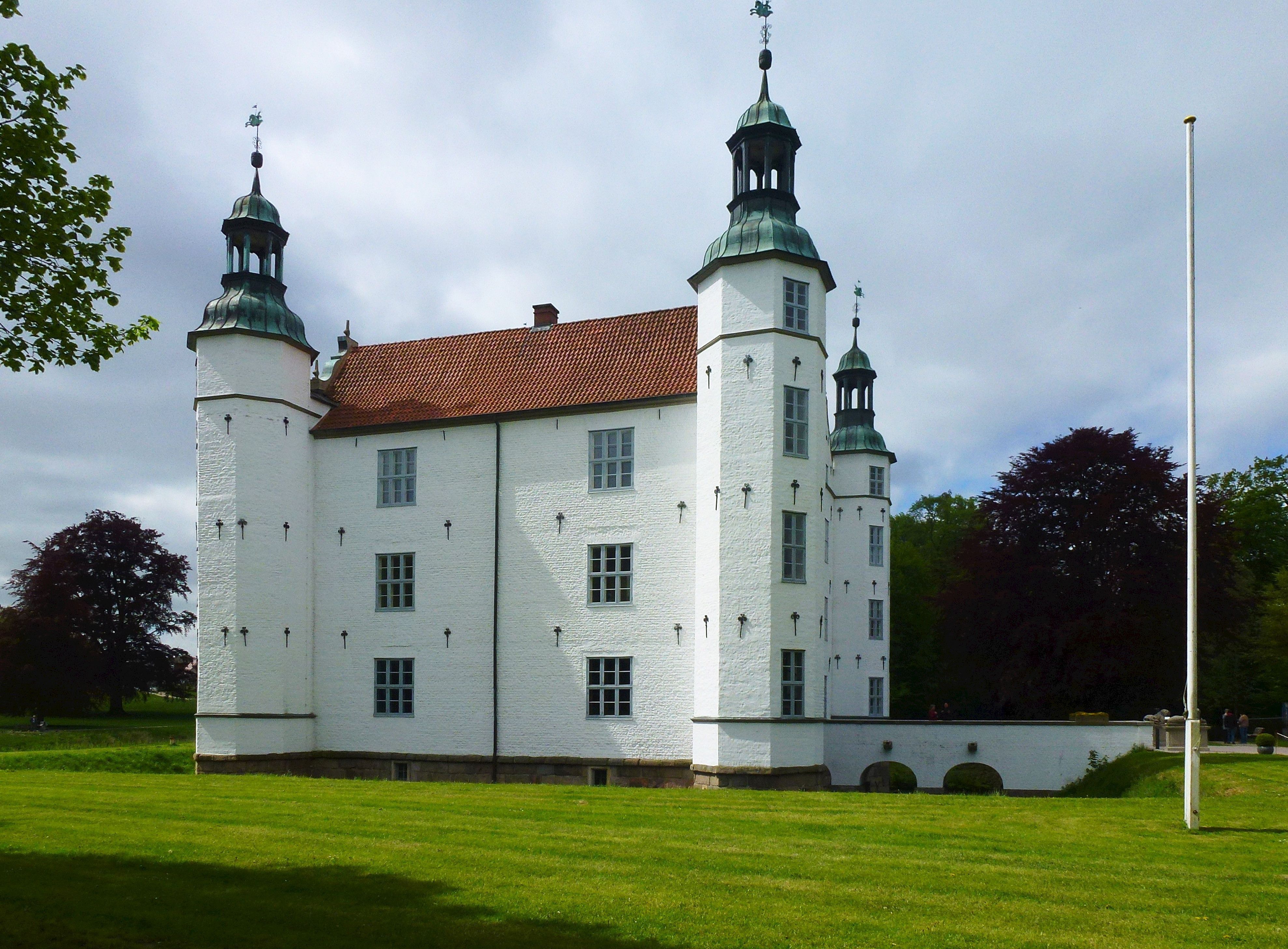
Ansicht der Ostfassade

Ursprünglich hatten nur die Bauten der Landesherren, also des Königs bzw. der eingesetzten Herzöge in Schleswig und Holstein das Privileg, als Schloss bezeichnet zu werden. Diese Sitte wurde allerdings, je nach Status und Einfluss des betreffenden Bauherrn, durchaus gebrochen. Schon Christian zu Rantzau, der Statthalter des dänischen Königs, ließ 1651 an die Kapelle seiner Breitenburg eine Inschrift anbringen, in der das dortige Herrenhaus zum Schloss bestimmt wurde. Auch das Ahrensburger Herrenhaus wird aufgrund seiner Bedeutung und seiner kunsthistorischen Stellung in Schleswig-Holstein schon seit dem 18. Jahrhundert als Schloss bezeichnet.

### Baubeschreibung

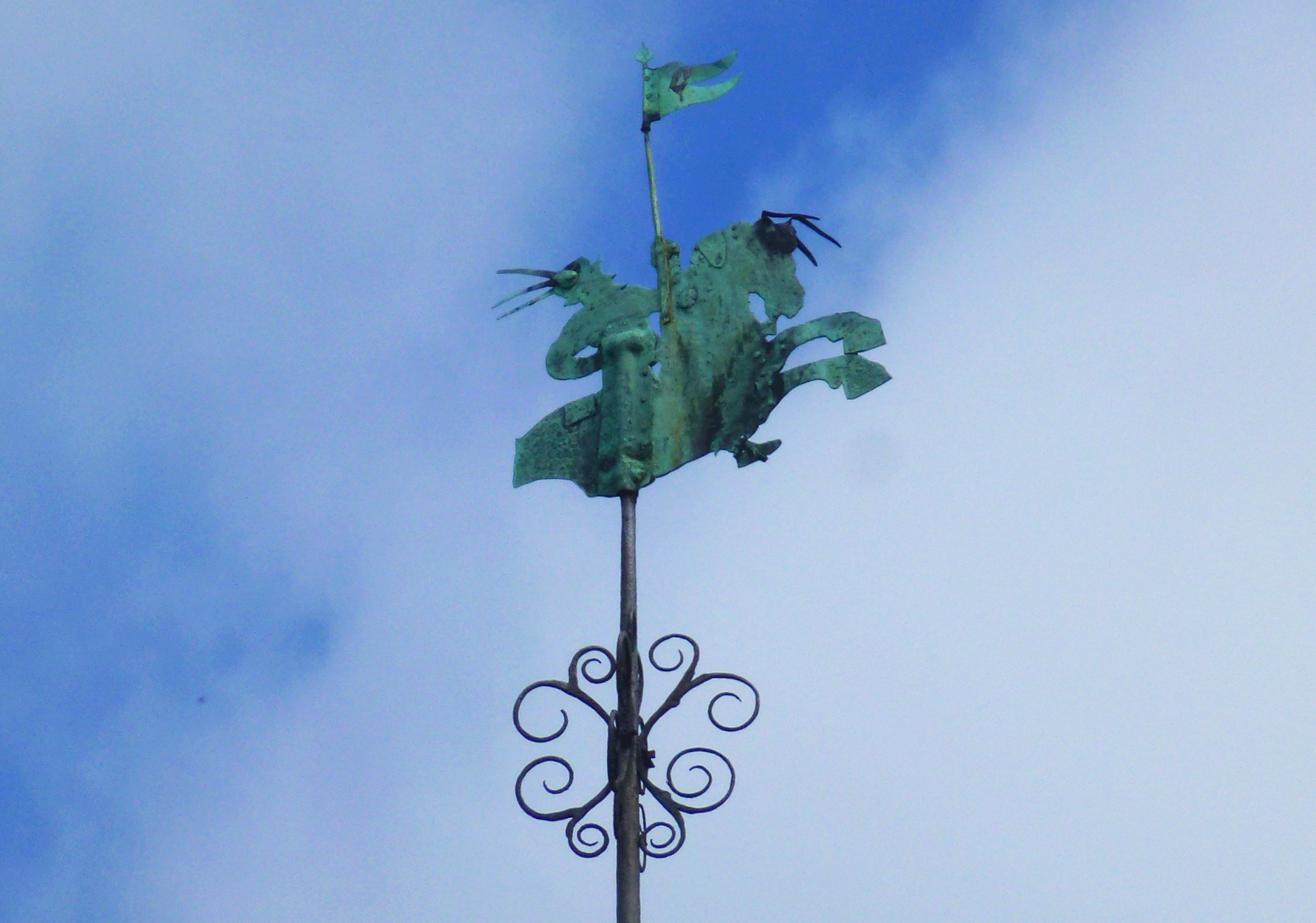
Windfahne der Türme

Das Schloss steht auf einer von der Hunnau umflossenen Schlossinsel und ist von einem Hausgraben umgeben. Das Gebäude wurde gegen Ende des 16. Jahrhunderts erbaut, die Bauarbeiten waren gegen 1585 abgeschlossen. Der Baumeister des Ahrensburger Schlosses ist unbekannt. Für das Herrenhaus wurde zum Teil Baumaterial der abgebrochenen Arnesvelder Burg verwendet. Der Baukörper samt Kellergeschoss ist nahezu würfelförmig mit einer Grundfläche von annähernd 18 mal 20 Metern. Die drei weißgeschlämmten, nebeneinander liegenden Langhäuser sind typisch für die holsteinische Gutsarchitektur und waren in vielen Anlagen der Zeit in ähnlicher Ausführung zu finden. Die Giebel der Häuser sind geschweift und mit kleinen Obelisken geschmückt, die den Baukörper symmetrisch durchbrechenden Fenster waren einst mit dekorativen Rahmungen und Fensterkreuzen aus Sandstein versehen.
Der Kubus wird von vier schlanken achteckigen Türmen flankiert. Diese Türme waren im ersten Entwurf des Hauses noch nicht vorhanden und sind dem Herrenhaus erst während der Bauphase hinzugefügt worden. Sie besitzen kupfergedeckte Hauben, die einen Kontrast zu den mit roten Ziegeln gedeckten Dächern der Langhäuser bilden. Die Windfahnen der Türme in Form je eines halben Rosses samt Reiter erinnern an den Begründer des Gutsbesitzes, Daniel Rantzau, der in der Schlacht von Varberg zusammen mit seinem Pferd von einer Kanonenkugel getötet worden sein soll.

### Stilistische Einordnung

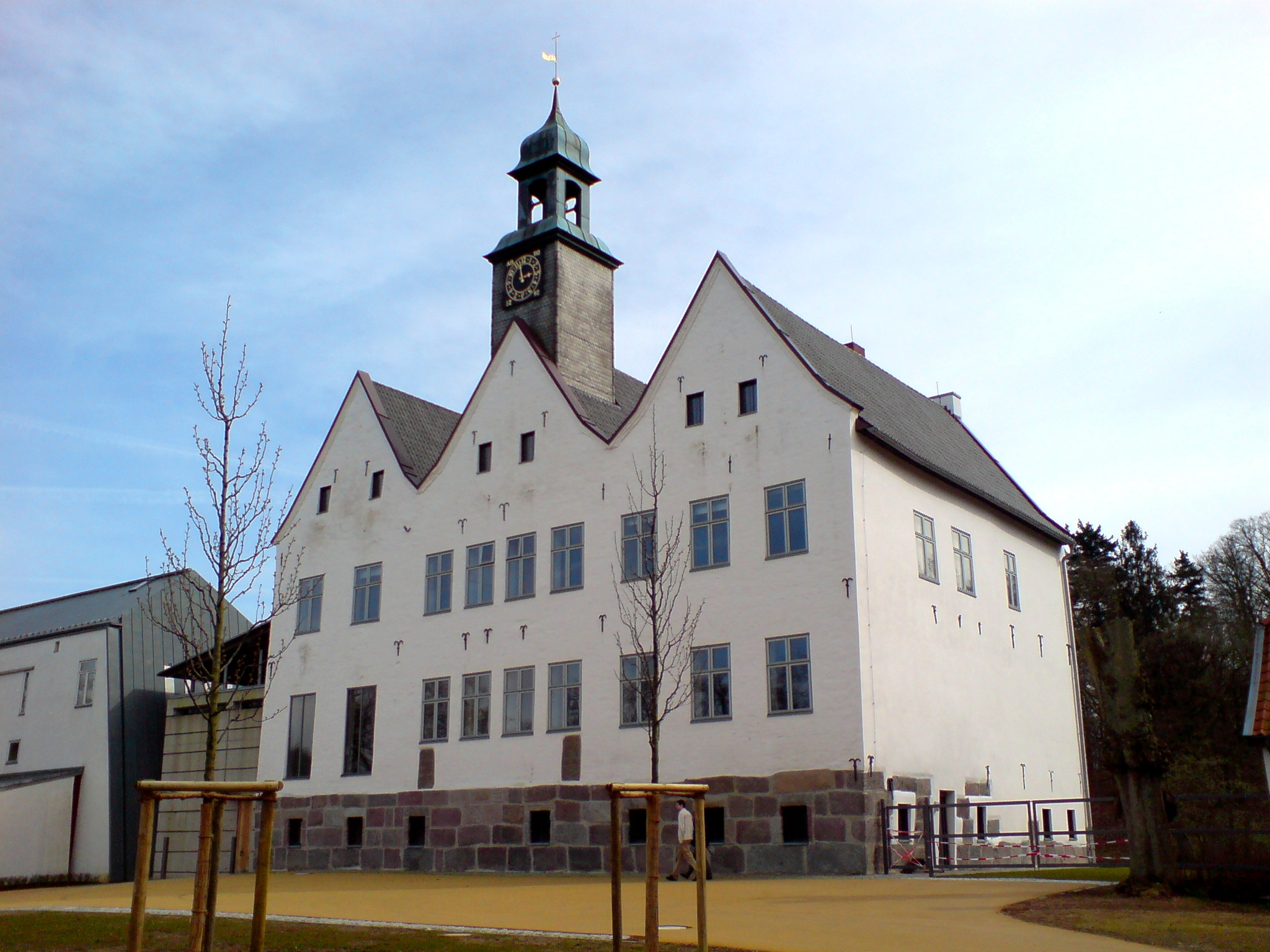
Das Herrenhaus auf Nütschau, ein nahezu zeitgleich errichtetes Mehrfachhaus in einfacheren Formen

Verschiedene Kunsthistoriker bezeichnen das Herrenhaus als eine der reifsten Leistungen der Renaissancearchitektur in den Herzogtümern. Das Schloss vereint stilistische Bezüge der niederländischen Renaissance mit den althergebrachten, lokalen Bauformen Schleswig-Holsteins. Es ist eines der wenigen Häuser aus dieser Zeit im Land, das, abgesehen von der weißen Tünche und Details an den Fassaden, im Außenbau nahezu unverändert erhalten ist. Das Schloss war ursprünglich ohne weißen Verputz; die roten Backsteinfassaden und die Fensteröffnungen waren durch Sandsteinelemente gegliedert. Einstmals ähnlich bedeutende Bauten der Epoche, wie das Herrenhaus auf Gut Rantzau oder das Wandsbeker Schloss, wurden in der Zeit des Barocks weitgehend umgestaltet oder später abgerissen, andere Bauten der Renaissance, wie das Herrenhaus auf Nütschau, waren weitaus rustikaler ausgeführt.
Im Ahrensburger Schloss kulminierte das althergebrachte Doppelhaus Schleswig-Holsteins in einer künstlerisch vollendeten Gestalt. Während die zweifachen Doppelhäuser bereits seit dem Mittelalter als Wohnbauten auf den regionalen Wasserburgen verbreitet waren, setzten sich dreifach oder sogar mehrfach gestaffelte Häuser erst im 16. Jahrhundert durch. Auch wurden sie nicht immer wie Ahrensburg in einem Zug geplant, sondern wie zum Beispiel das Herrenhaus Ehlerstorf erst bei Bedarf erweitert. Die Türme der Bauten erfüllten bis dahin vor allem eine zweckmäßige Funktion. So waren ältere Doppelhäuser häufig ohne, andere wie Breitenburg oder Wahlstorf lediglich mit einem Treppenturm, das ursprüngliche Kieler Schloss mit zwei Treppentürmen versehen. Das Glücksburger Schloss, das landesherrliche Gegenstück zum Ahrensburger Bau, war das erste Mehrfachhaus, das mit vier markanten Ecktürmen ausgestattet wurde, die zudem von vornherein als Wohnpavillons und nicht als Treppentürme gedacht waren.

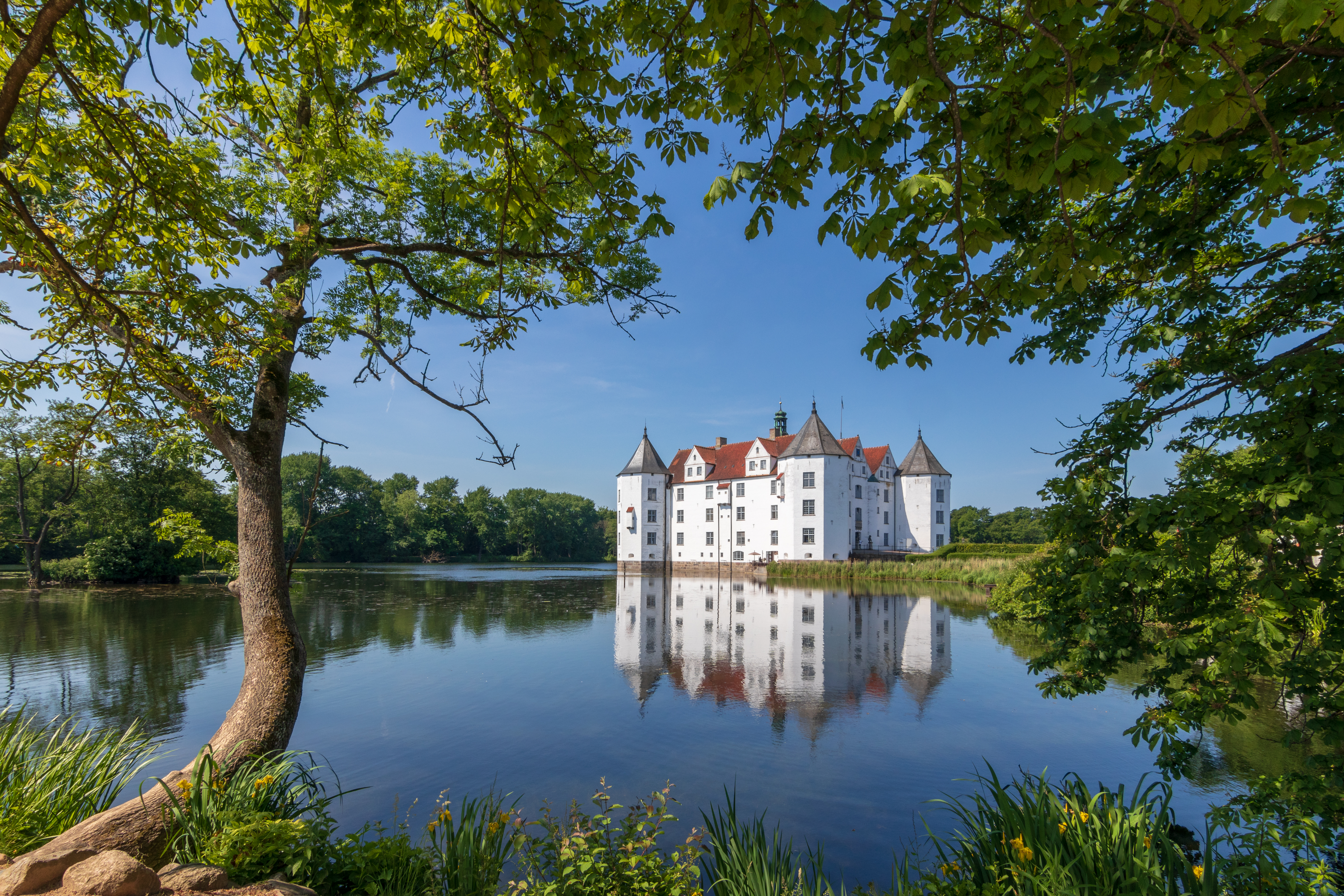
Schloss Glücksburg

Die Symmetrie von Glücksburg wiederholt sich in Ahrensburg. Die Ähnlichkeit beider Gebäude ist augenfällig, doch das in den Grundmaßen um gut ein Drittel größere Glücksburger Schloss besteht aus einfacheren Bauformen; die Langhäuser sind gleich groß, und die wuchtigen Türme überragen die Dachtraufe nur unwesentlich. Das kleinere Herrenhaus hat dagegen ausgewogenere Proportionen. Während das Gebäude auf den ersten Blick wie ein Würfel aus drei gleichartigen Häusern erscheint, offenbart sich erst auf den zweiten Blick, dass die seitlichen Häuser etwas schmaler als das mittlere Langhaus sind, wodurch die Fassaden weniger streng wirken. Die schlanken Ecktürme überragen mit einem vierten Geschoss das ansonsten dreigeschossige Bauwerk und sind mit hohen, laternenartigen Hauben bekrönt. Der Einfluss der niederländischen Renaissance ist in den geschweiften Giebeln mit ihren Dekorationen ebenso wie in den geschwungenen Hauben der Türme wiederzufinden.
Ahrensburg gilt als letzte bedeutende Schöpfung des sogenannten goldenen ranzauischen Zeitalters, einer Epoche, in der sich über siebzig schleswig-holsteinische Güter im Besitz der uradeligen Familie befanden. Die Bauform des Doppelhauses erreichte mit der Vollendung des Ahrensburger Schlosses ihren Höhepunkt. Nachfolgende Renaissanceherrenhäuser dieses Typs, wie man sie im 17. Jahrhundert auf Gut Wensin oder auf dem Gut Jersbek errichtete, fielen wieder schlichter aus. Die althergebrachten Mehrfachhäuser wurden schließlich durch die moderneren barocken Anlagen des 18. Jahrhunderts abgelöst, wie sie auf Gut Güldenstein oder auf Gut Pronstorf zu finden sind.

### Umgestaltung des 18. Jahrhunderts
Nachdem Heinrich Carl von Schimmelmann das Gut erworben hatte, wurde die bis dahin noch durch die Renaissance geprägte Anlage ab 1759 umgebaut. Schimmelmann ließ zwar umfangreiche Entwürfe für einen Umbau des Schlosses, seiner Nebengebäude und Gartenanlagen anfertigen, umgesetzt wurden die Pläne aber nur in kleinerem Maßstab.
Für das Schloss war eine Umgestaltung in den Formen eines barocken Palais vorgesehen. Ähnlich dem Umbau des Kieler Schlosses unter Ernst Georg Sonnin sollte der aus den Langhäusern mit Einzeldächern bestehende Baukörper des Ahrensburger Herrenhauses durch ein großes, einheitliches Mansarddach und die Entfernung der Renaissancegiebel in seiner Wirkung völlig verändert werden. Letztlich entschied sich Schimmelmann allerdings nur für kleinere Umbauten, die alten Giebel ließ er sogar in ihrer ursprünglichen Gestalt neu aufmauern. Der Hausgraben wurde 1759 zugeschüttet, die bis dahin roten Fassaden aus Backstein wurden weiß getüncht und die Sandsteinfassungen der Fenster entfernt. Im Inneren des Schlosses wurden dagegen größere Veränderungen vorgenommen.

### Innenräume

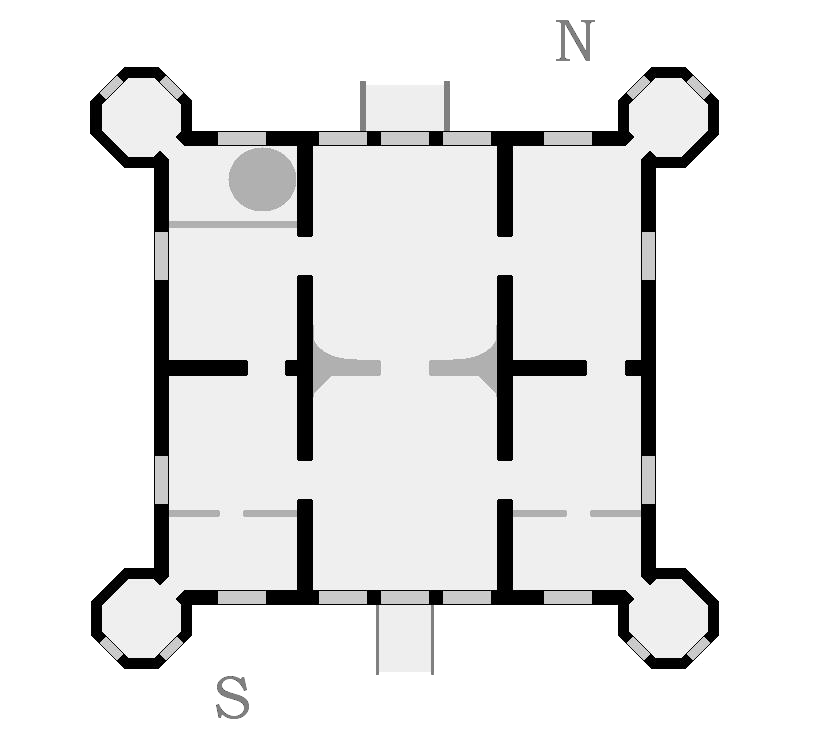
Schematischer Grundriss der Geschosse zur Renaissancezeit, die später entfernte Wendeltreppe und die zur Schimmelmannschen Zeit erfolgten Raumteilungen sind grau markiert

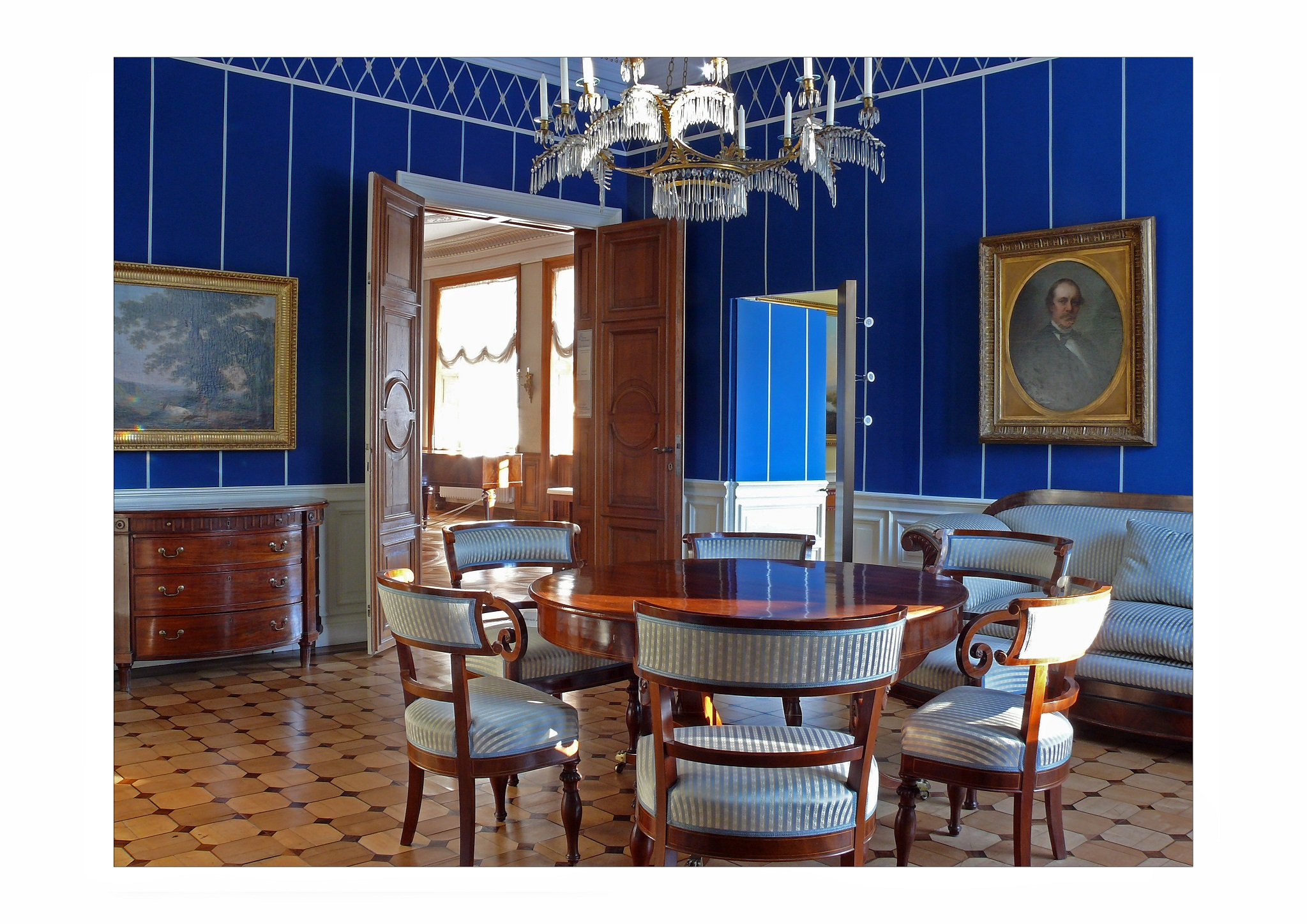
Blaues Wohnzimmer

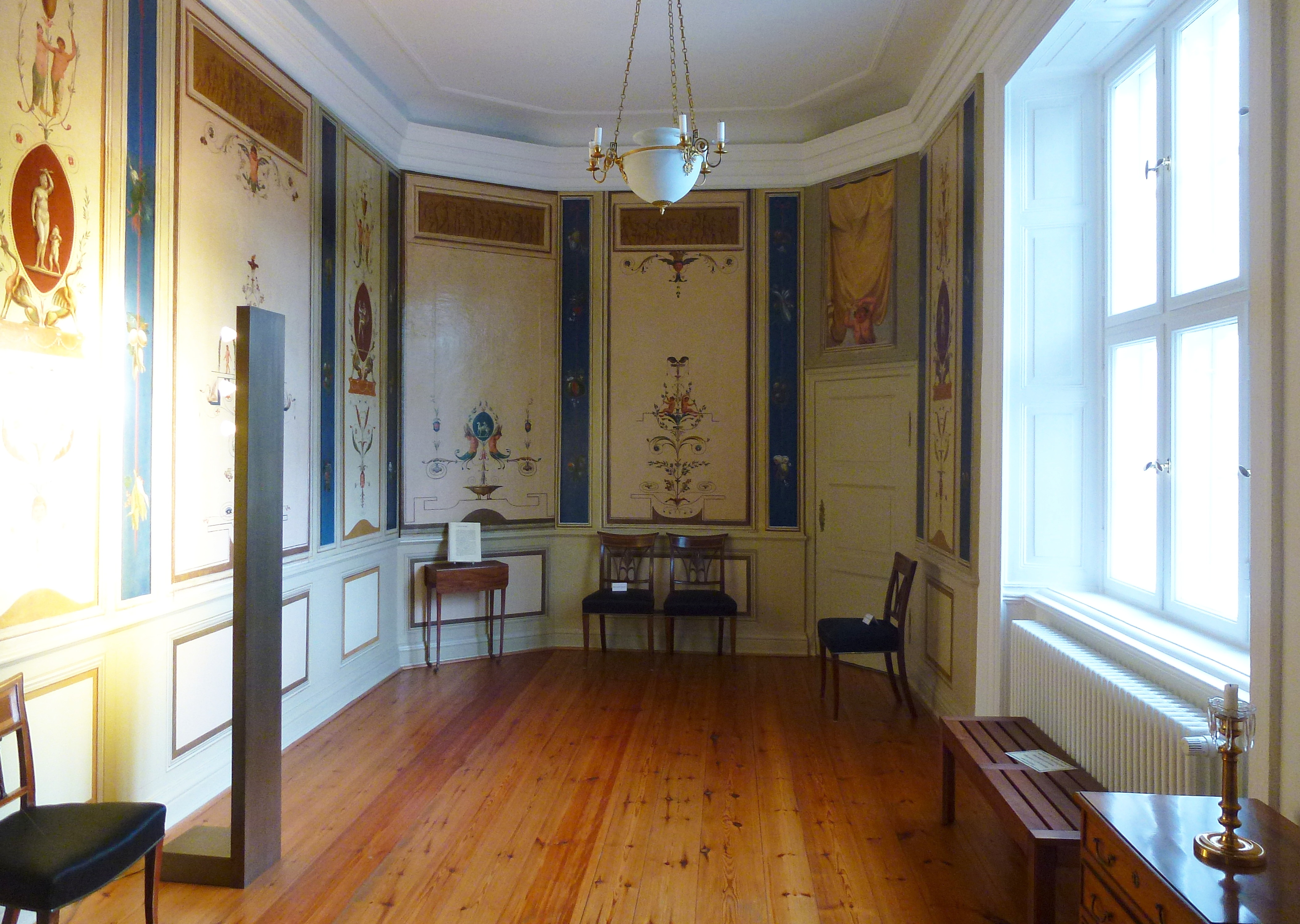
Das Pellicia-Kabinett

Das Herrenhaus verfügt über vier Etagen: Das sich zum Teil unterhalb der Wasserlinie befindende Kellergeschoss reicht in seiner Höhe bis an den Rand des Hausgrabens; das untere Wohngeschoss mit dem Eingangsbereich des Schlosses liegt annähernd auf dem Niveau des umliegenden Geländes, darüber befinden sich das mittlere und das oberste Stockwerk, auf das die drei parallelen Dachböden folgen.
Das Schloss ist, dem äußeren Aufbau folgend, auch im Inneren dreigeteilt. Der ursprüngliche Grundriss zieht sich durch alle vier Geschosse und ähnelte dem von Glücksburg, wenn auch in einer reduzierten Variante. Wie dort beherbergte das mittlere Haus durch den gesamten Bau führende Säle, während die seitlichen Häuser durch je eine mittige Wand in zwei Hälften geteilt wurden. Im westlichen Langhaus befand sich ursprünglich eine innen liegende Wendeltreppe, die später jedoch entfernt wurde. Drei weitere Wendeltreppen gibt es in den Türmen, die wie in Glücksburg anfangs kleine, achteckige Kabinette enthielten.
Nachdem Carl Heinrich Schimmelmann das Schloss im 18. Jahrhundert übernommen hatte, ließ er das Innere des Gebäudes vollkommen umgestalten, von der Renaissanceausstattung des Hauses hat sich daher kaum etwas erhalten. Die durchgehende Eingangshalle wurde ab 1760 in zwei Hälften geteilt, die Salons in den seitlichen Häusern zum Teil ebenfalls durch Zwischenwände getrennt. Die Räume wurden im Stil des Rokoko neu ausgeschmückt und ein großes, offenes Treppenhaus eingerichtet, das im rechten Langhaus durch die Stockwerke gebrochen wurde. Durch den zugeschütteten Hausgraben war das Schloss nun aus dem Garten ebenerdig zu betreten, so dass neben dem nördlichen Haupteingang ein zweites Portal in die Südfassade eingebaut wurde. Unter den Nachfolgern Schimmelmanns wurde das Schloss im 19. Jahrhundert noch einmal neu ausgestattet. Einige der Innenräume erhielten eine Dekoration im Stile des Klassizismus und der große Rittersaal des mittleren Geschosses wurde in zwei kleinere Säle aufgeteilt.

### Rundgang

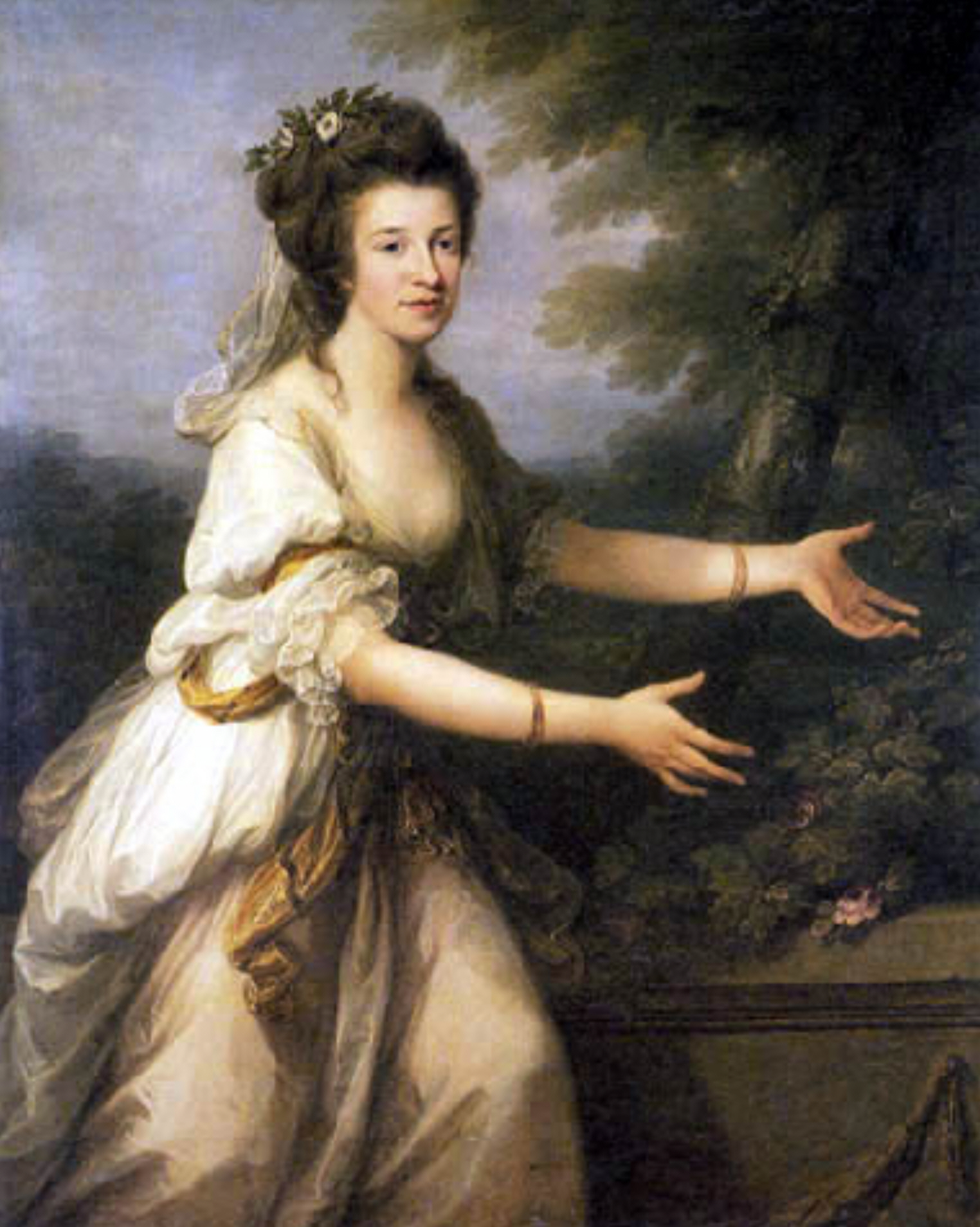
Das ursprünglich von Angelika Kauffmann gemalte Porträt der Julia Schimmelmann hängt im Emkendorf-Saal. Das heutige Gemälde ist eine Replik, das Original ist seit dem Zweiten Weltkrieg verschollen.

Das Schlossmuseum ermöglicht die Besichtigung des unteren und des mittleren Wohngeschosses des Herrenhauses. Die Kellerräume werden von der Stiftung für private Veranstaltungen vermietet, das zweite Obergeschoss ist an den Wochenenden geöffnet. Die zu besichtigenden Raumfolgen, in denen ein Großteil des historischen Inventars zusammengetragen ist, stammen alle aus der Schimmelmannschen Zeit. Die Möbel kamen zum Teil aus regionalen Manufakturen, zum Teil wurden sie auf ausdehnten Reisen der Familienmitglieder in Italien erworben. Da das Schloss als Museum der schleswig-holsteinischen Adelskultur dient, sind dort auch Möbel und Gemälde aus anderen Herrenhäusern des Landes zu finden. Zu den erhaltenen Kunstwerken der Originalausstattung gehören Tierstillleben von Tobias Stranover, Landschaftsgemälde von Philipp Hackert und von Giuseppe Anselmo Pellicia gemalte Tapeten im Stil des klassischen Altertums.
Das Gebäude wird über eine steinerne Brücke auf der Nordseite des Schlosses betreten, die direkt ins schlichte Vestibül im unteren Wohngeschoss führt. Östlich davon liegt das in dunklem Eichenholz vertäfelte Speisezimmer, dessen Paneele aus einer Pariser Manufaktur stammen. Die in der zweiten Hälfte des 18. Jahrhunderts angefertigten Tafeln tragen auf ihren Rückseiten noch immer die Montageanleitungen der französischen Kunsthandwerker. Durch einen kleineren Salon gelangt man in den mit großen Blumenstillleben geschmückten Gartensaal, der durch eine kleine Brücke mit dem Außenbereich verbunden ist. Über einen weiteren Salon führt der Museumsrundgang um das Vestibül herum und in das große Treppenhaus.
Die eigentliche Treppe ist eine freistehende barocke Konstruktion aus Eichenholz, die in die oberen Stockwerke überleitet. Im mittleren Stockwerk befinden sich neben den ehemaligen Schlaf- und Wohnräumen der gräflichen Familie zwei große Säle, die seit der Mitte des 19. Jahrhunderts den Platz des einstmals durchgehenden Rittersaals einnehmen. Der sogenannte Emkendorf-Saal verweist mit seinen großformatigen Porträts auf die familiäre Verbindung zum gleichnamigen Herrenhaus in der Nähe von Kiel. Auf den Emkendorf-Saal folgt der zweite große Raum des mittleren Geschosses, der mit einem sternförmigen Parkett ausgelegte Festsaal, dessen heutige Ausstattung aus dem Jahre 1855 stammt. Das oberste Stockwerk des Schlosses enthält mit der Bibliothek und dem sogenannten Louis-seize-Zimmer zwei Räume, die im regulären Museumsbetrieb nicht zu sehen sind, außerdem befinden sich hier drei Räume für das Kinderprogramm. Weitere Räume werden durch die Schlossverwaltung in Anspruch genommen.

## Umgebung des Schlosses

### Schlossinsel und Garten

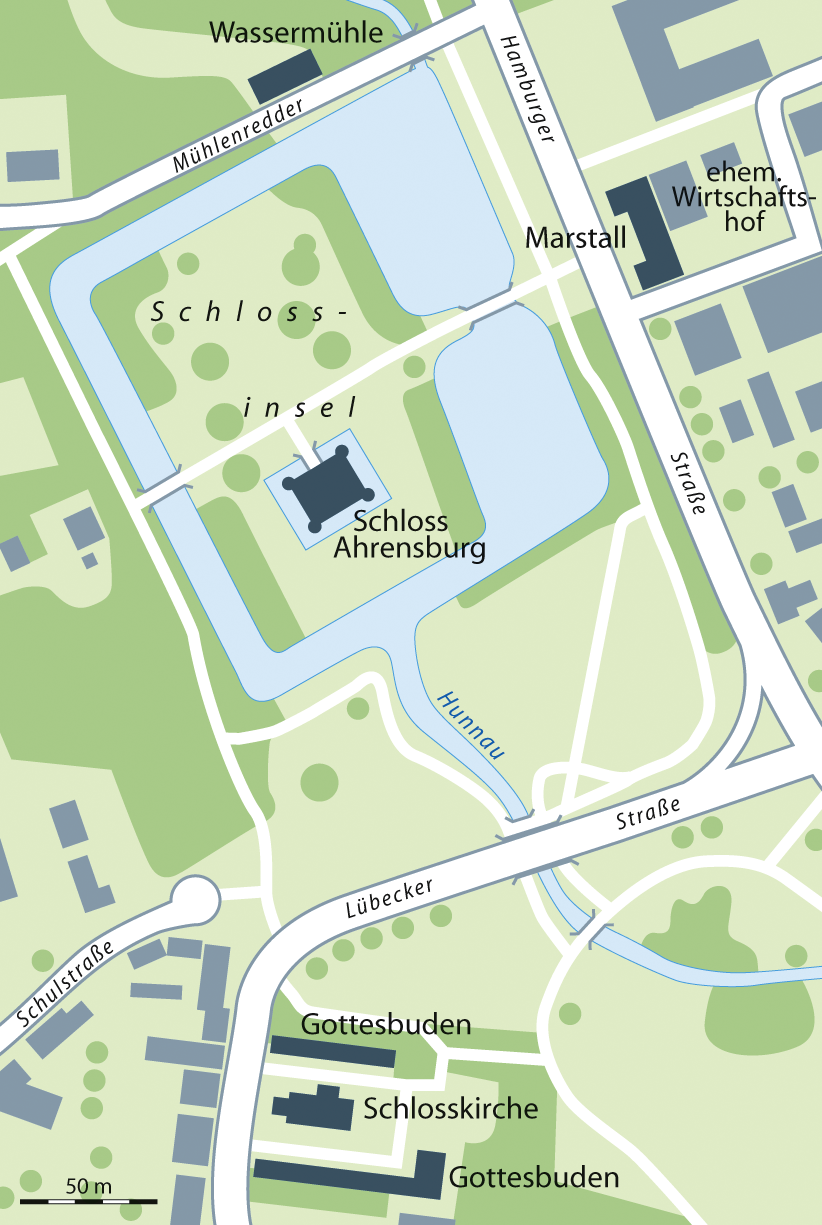
Lageplan des Schlossbezirks

Das Schloss ragt unmittelbar aus einem Hausgraben heraus, der zusammen mit dem Gebäude im 16. Jahrhundert angelegt wurde. Obwohl solche Gräben seit dem Ende des Mittelalters kaum noch einen fortifikatorischen Nutzen hatten, wurden sie doch als Ausdrucksmittel von Stärke und Würde bei vielen Gutshäusern Schleswig-Holstein beibehalten. Als Schimmelmann das Schloss in der Mitte des 18. Jahrhunderts übernahm, entsprach der Graben mit seiner scheinbaren Wehrhaftigkeit nicht mehr dem Geschmack der Zeit und wurde zugeschüttet, das Gebäude konnte erstmals direkt und ohne Brücken betreten werden. Diese Maßnahme führte im Laufe der nächsten Jahrhunderte allerdings zu einer zunehmenden Durchfeuchtung des Kellergeschosses, da der Graben in dem sumpfigen Auetal auch als eine Art Drainage gedient hatte. Von 1983 bis 1985 wurde der Hausgraben rekonstruiert und das Schloss ist seitdem wieder zweifach von Wasser umgeben.
Das Schloss befindet sich im südlichen Bereich der rechteckigen Schlossinsel. Diese war mit ihrem von der Hunnau, einem Zufluss der Alster, gespeisten Graben und einem umlaufenden Wall ursprünglich bedingt befestigt. Der östlich aus dem verbreiterten Graben gebildete längliche Schlossteich diente als Staubecken für den Betrieb einer Wassermühle, die einst Teil der Gutswirtschaft war. Der Schlossteich ist heute ein Pachtgewässer des Anglervereins Ahrensburg von 1958 e. V. Auf dem nördlichen Gelände der Insel standen bis zur Mitte des 19. Jahrhunderts verschiedene Nebengebäude. Die Bauten dieses Wirtschaftshofs wurden im Zuge der geplanten Umgestaltung der Schlossanlage zum Teil bereits unter Heinrich Carl Schimmelmann abgerissen. Georg Greggenhofer entwarf stattdessen ein großes Torhaus, das als kombiniertes Kavaliershaus und Wirtschaftsgebäude dienen sollte. Der U-förmige Komplex wäre ähnlich wie Greggenhofers Torhaus auf Gut Hasselburg gestaltet worden und hätte das Schloss gewissermaßen umklammert und an Grundfläche mehrfach übertroffen. Der barocke Bau geriet jedoch nie über den Planungszustand hinaus, ebenso wenig wie ein Entwurf Carl Gottlob Horns von 1766, der das Schloss hofseitig durch viertelkreisförmige Mauern mit zwei Flügelbauten verbunden hätte.

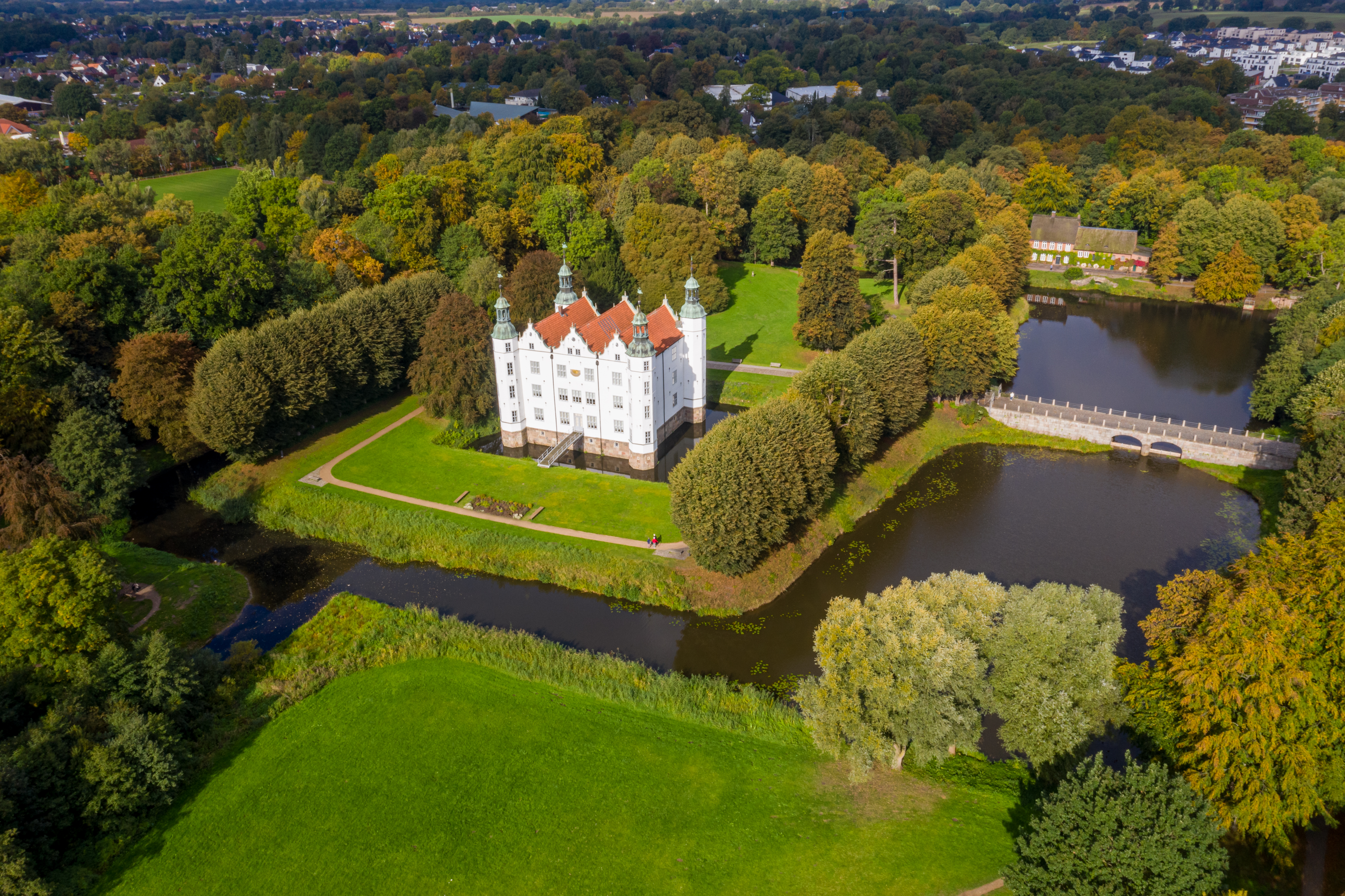
Schlossinsel und Garten

Der Schlossgarten, der außerhalb des Schlossgeländes an der Stelle des heutigen Marstalls lag und vor allem als Küchengarten diente, wäre nach Greggenhofers Plan in einen großen Barockpark verwandelt worden. Der Entwurf sah vor, den Garten vor dem Herrenhaus mit großen Broderieparterres zu versehen und dessen westlichen Bereich außerhalb der Schlossinsel mit neun Bosketten zu gliedern. An den Schnittpunkten langer Sichtachsen waren mehrere Pavillons vorgesehen. Diese umfassende Umgestaltung wurde jedoch nicht in Angriff genommen und Schimmelmann konzentrierte sich stattdessen auf die Anlage eines repräsentativen Parks am Wandsbeker Schloss. Die barocken Gartenanlagen auf der Ahrensburger Schlossinsel wurden in kleinerem Maßstab durch Carl Gottlob Horn realisiert. Von diesem Park sind lediglich die Lindenalleen der Schlossinsel sowie zwei im Park aufgestellte Vasen aus Sandstein und zwei die Schlossbrücke flankierende Löwen erhalten. Der kleine Schlosspark, wie er sich heute darstellt, wurde im 19. Jahrhundert im Stil englischer Landschaftsgärten gestaltet. Dabei wurde das Gelände auch topographisch überformt und erhielt einen leicht hügeligen Charakter. Die Wege im außerhalb der Insel gelegenen Wiesental der Hunnau führen zu der etwas entfernten liegenden Kapelle mit ihren Gottesbuden.

### Schlosskirche und Gottesbuden

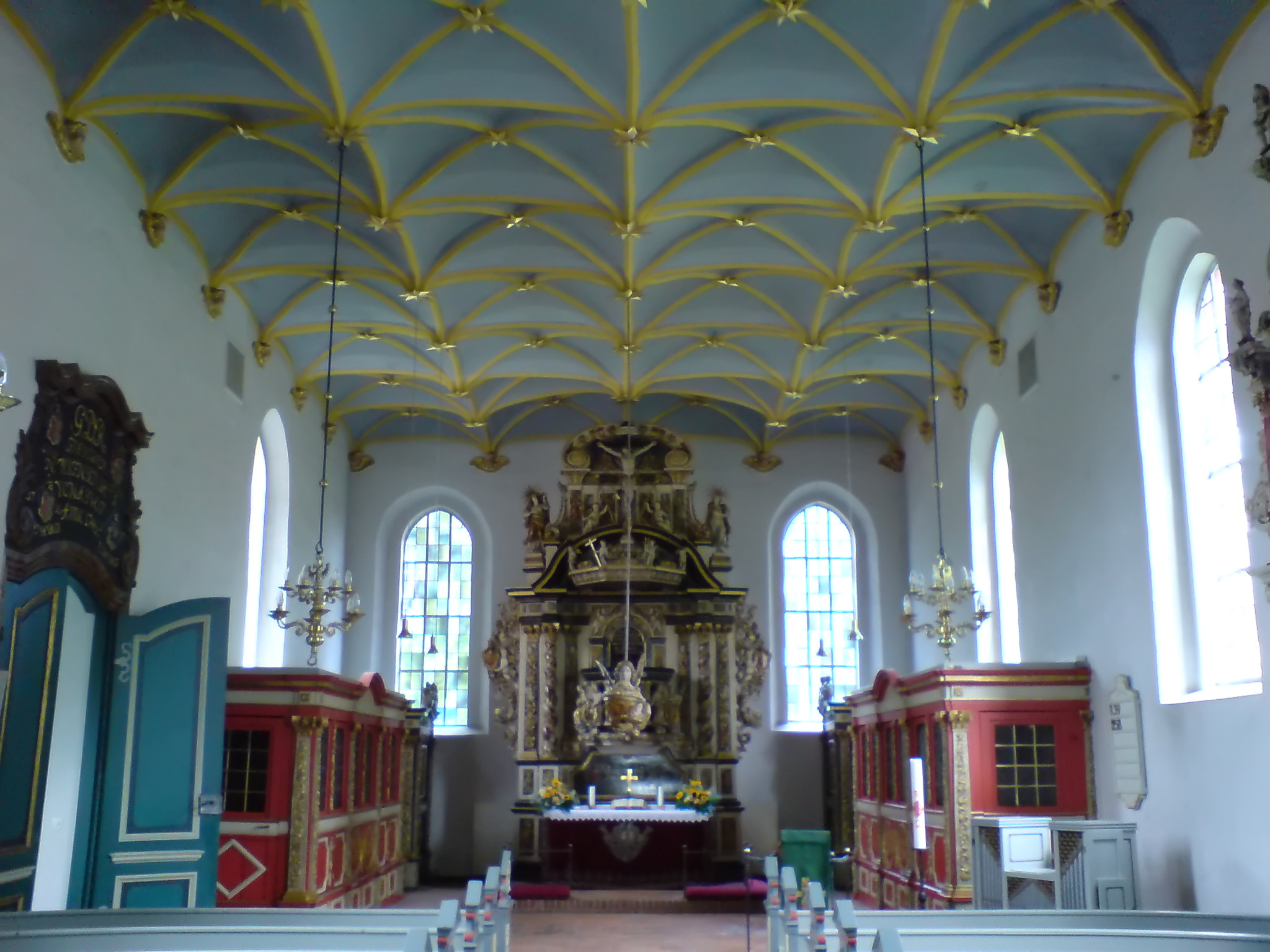
Blick durch den Kirchensaal auf den Altar

In Sichtweite des Herrenhauses befindet sich die Ahrensburger Schlosskirche. Das Gotteshaus wurde in den Jahren 1594 bis 1596 unter Peter Rantzau als Gutskapelle und Grabstätte errichtet und seinem Namenspatron, dem heiligen Apostel Petrus gewidmet. Es ersetzte einen kleineren Vorgängerbau auf dem dortigen Gemeindefriedhof. Ursprünglich Woldenhorner Kirche genannt, wird das Bauwerk erst seit dem 19. Jahrhundert als Schlosskirche bezeichnet. Die Kirche dient heute als evangelisch-lutherische Gemeindekirche der Stadt Ahrensburg.
Der einfache Saalbau besteht aus einem quaderförmigen Baukörper, an dessen Nordseite sich eine kleine, unter Detlev Rantzau im 18. Jahrhundert angefügte Grabkapelle anschließt. An der Westfassade befindet sich ein niedriger Turm, der unter Heinrich Carl Schimmelmann anstelle eines freistehenden Glockenstuhls errichtet wurde. Der Turm war bis 1804 mit einem kupfernen Helm bekrönt, dann wurde dieser gegen das noch vorhandene stumpfe Zeltdach ausgetauscht. Der auf dem Dachfirst sitzende Dachreiter diente als Blickfang für die hinter der Kirche beginnende Sichtachse durch die Woldenhorner Siedlung. Im Gegensatz zum damals „modernen“ Renaissanceherrenhaus war die Kirche noch von den Formen der Backsteingotik geprägt, was noch an den spitzbogigen Fenstern ersichtlich ist. Die Flachdecke mit dem Fächergewölbe und den das Himmelszelt imitierenden Sternen ist in dieser Form in Schleswig-Holstein einzigartig. Von der ursprünglichen Ausstattung der Kirche sind nur wenige Stücke erhalten, das heutige barocke Inventar der Kirche stammt vorwiegend aus der ersten Hälfte des 18. Jahrhunderts und wurde von Detlev Rantzau in Auftrag gegeben. Links und rechts des Hochaltars befinden sich die Patronatslogen der Ahrensburger Gutsherren, im Kapellenanbau sind mehrere Grabmäler der Familie Rantzau erhalten geblieben.
1639 unter Kay Rantzau wurde eine Orgelempore zur Aufnahme einer zweimanualigen Orgel des Orgelbauers Friedrich Stellwagen (1603–1660) errichtet.

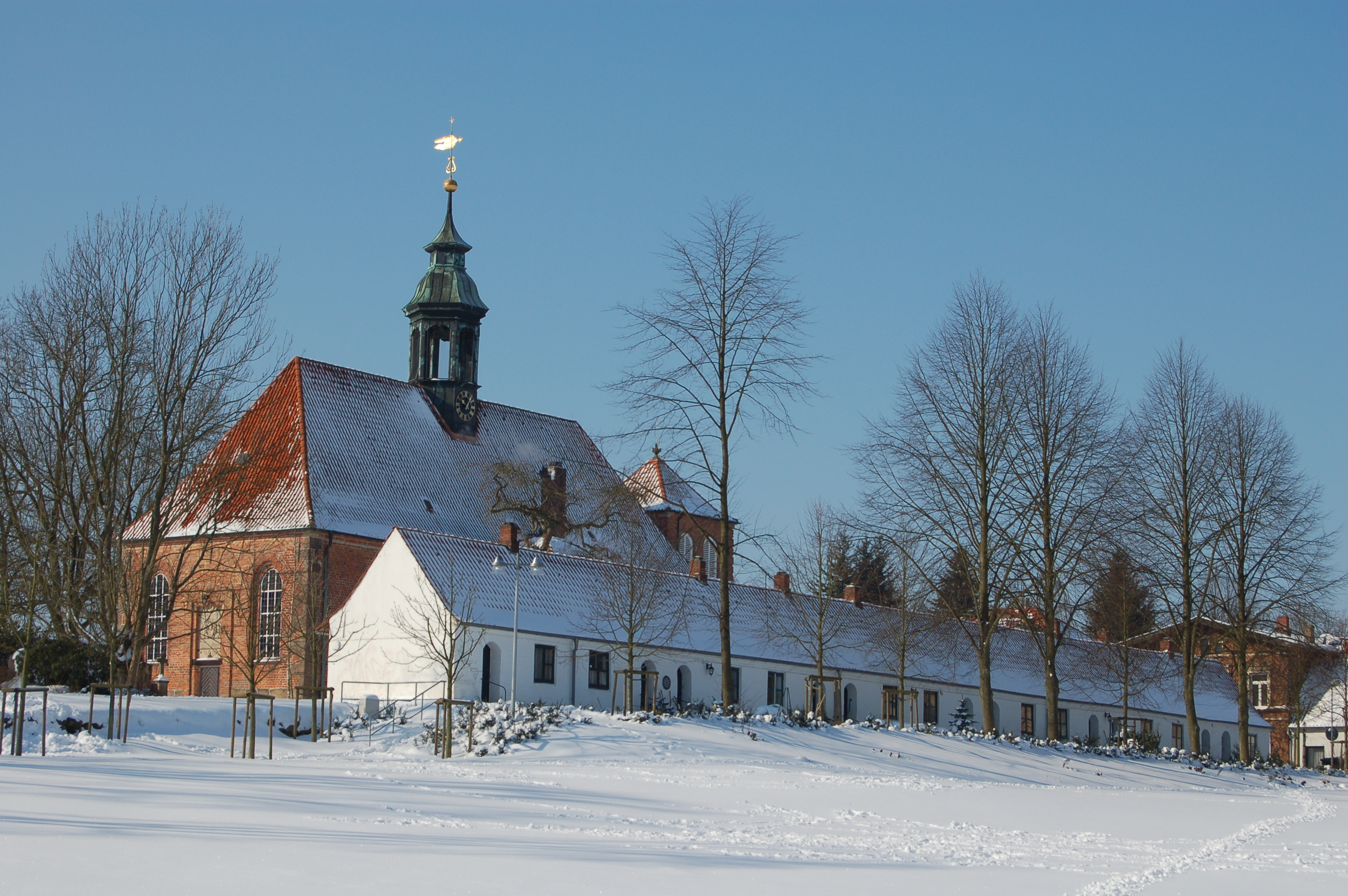
Die Gottesbuden und die Schlosskapelle von Norden

Nördlich und südlich der Kirche befinden sich die sogenannten Gottesbuden. Bei ihnen handelt es sich um zwei längliche, einstöckige Wohnbauten, die den einstigen Kirchhof umrahmen und ursprünglich durch Mauern im Osten und Westen ein abgeschlossenes Areal bildeten. Die Häuser enthielten Wohnungen für bedürftige Angehörige des Gutsbetriebs, Alte und Kranke, für die sich der Gutsherr verantwortlich fühlte, ein Novum in der damaligen Zeit und trotz der bestehenden Fürsorgepflicht der Gutsherren gegenüber ihren Leibeigenen längst nicht auf allen Gütern selbstverständlich. Peter Rantzau verfügte testamentarisch, dass die Armenstiftung auch nach seinem Tode bestehen bleiben sollte und kündigte sogar „Gottes Strafe und alles Unglück hier auf Erden“ denjenigen an, die sich an der Stiftung bereichern oder sie vernachlässigen würden.
Die historischen Bauten wurden zeitgleich mit der Kirche auf Veranlassung Peter Rantzaus errichtet und enthalten elf – früher zwölf – aus einer Küche und einem Wohnraum bestehende Appartements, die seit über 400 Jahren bewohnt werden und noch immer sozialen Zwecken dienen. Die Vermietung der durch die Kirchengemeinde verwalteten Räume erfolgt bis in die Gegenwart gegen ein symbolisches Entgelt.

### Der einstige Wirtschaftshof und der Marstall
Bis zur Mitte des 19. Jahrhunderts befand sich ein Teil der zur Gutswirtschaft gehörenden Nebengebäude noch auf der Schlossinsel. Unter Ernst Schimmelmann wurden diese Bauten ab 1856 abgetragen und stattdessen die Gartenanlagen der Insel nach Norden erweitert. Die Gebäude östlich des Schlosses an der Stelle des alten Schlossgartens und früheren Vorwerks wurden durch Neubauten ersetzt.

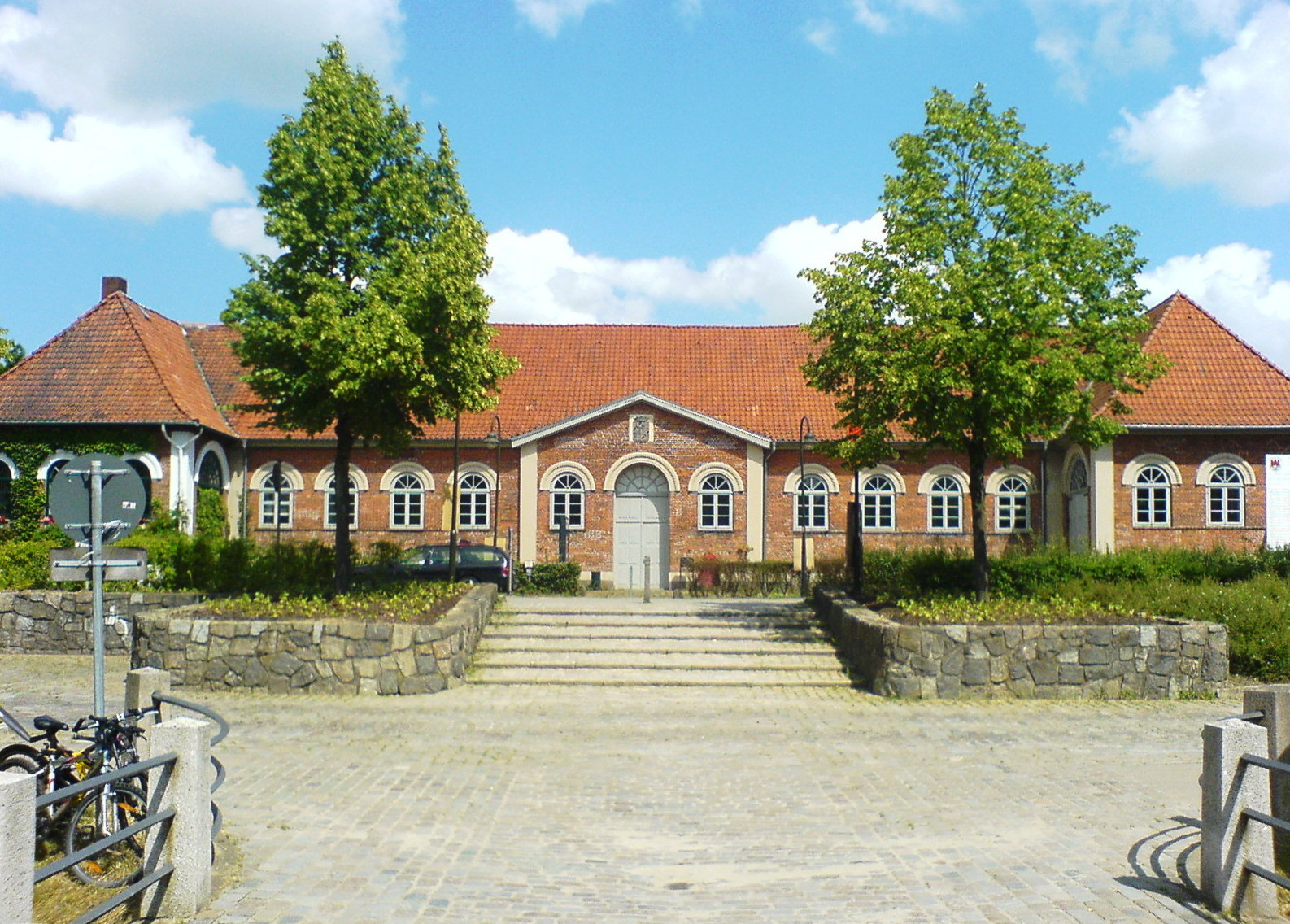
Der Marstall östlich des Schlosses

Der Eingangsbereich der Schlossinsel wurde 1841 bis 1843 mit der Granitbogenbrücke und 1845 mit einem neogotischen Torhaus versehen, das wegen Baufälligkeit 1960 abgerissen werden musste. Gegenüber steht der ab 1846 errichtete Marstall, der als einziges bedeutendes Gebäude dieser Bauphase erhalten ist. Er dient seit 2000 als Kulturzentrum der Stadt Ahrensburg. Das große Bauwerk im Rundbogenstil wurde 1845 errichtet und nahm nicht nur Stallungen, sondern auch Dienstwohnungen für Angestellte des Guts auf. Hinter dem dreiflügeligen Bau wurde der Wirtschaftshof erneuert und mit Viehställen, Kornspeichern, einer Reithalle und Gewächshäusern versehen. 1896 vernichtete ein Brand einen Großteil der Gebäude. Die anschließend errichteten Neubauten sind zum Teil noch erhalten, der einstige Wirtschaftshof wurde nach Aufhebung des Gutsbetriebs jedoch nicht mehr benötigt und gelangte in Privatbesitz.
Westlich der Schlossinsel befand sich die sogenannte Bagatelle, einst ein Meierhof des Guts. Das dortige Waschhaus aus der Schimmelmannschen Zeit ist erhalten und dient seit einer vollständigen, zum Teil ehrenamtlichen Sanierung 2005 dem örtlichen Bürgerverein.

### Die Planstadt des 18. Jahrhunderts
Die unter Heinrich Carl von Schimmelmann in Auftrag gegebenen Erweiterungen der Schlossanlage wurden zwar nur im begrenzten Umfang realisiert, die Pläne betrafen jedoch auch das dem Gut vorgelagerte Dorf Woldenhorn. Der Ort sollte nach dem Willen Schimmelmanns zu einer kleinen Idealstadt umgestaltet werden, was bis 1766 durch den Abriss des alten Ortskerns und den anschließenden Neubau umgesetzt wurde. Die Pläne für dieses Projekt stammten wahrscheinlich vom Ludwigsluster Baumeister Johann Joachim Busch. Der Dachreiter der Schlosskirche diente als Point de vue einer Sichtachse, die von dort über den alten Marktplatz und einen Anger nach Süden führt, wo drei als Alleen gestaltete Radialstraßen am sogenannten Rondeel die weitere Umgebung erschließen. Die Woldenhorner Idealstadt war die einzige geplante Ortsgründung Schleswig-Holsteins im 18. Jahrhundert.
Der Aufbau der kleinen Siedlung folgte der damaligen Rangfolge der gesellschaftlichen Schichten. Unterhalb der Schlosskirche in Sichtweite des Herrenhauses befanden sich die Häuser der Gutsbeamten, darauf folgten die der Kaufleute und anschließend die Häuser und Höfe der Bauern. Zusätzlich zu den ansässigen Bauern wurden nach Ludwigsluster Vorbild Handwerker und Gewerbetreibende angesiedelt, die dem Gutsbereich wieder zu wirtschaftlichem Aufschwung verhelfen sollten. Die großen Pläne Schimmelmanns ließen sich allerdings nicht verwirklichen und so blieb Woldenhorn vorerst ein relativ unbedeutender Flecken, der 1867 in Ahrensburg umbenannt und 1949 zur Stadt erhoben wurde.
Von der Bebauung des 18. Jahrhunderts ist in Ahrensburg/Woldenhorn nur wenig verblieben. Die Radialstraßen wurden bereits im 19. Jahrhundert durch die Eisenbahnlinie und im 20. Jahrhundert durch eine moderne Verkehrsführung durchschnitten, viele der alten Häuser in der Nachkriegszeit abgebrochen und durch Funktionsbauten ersetzt. Der rechteckige Anger bildet jedoch weiterhin das Zentrum des Ortes, und aus der Luft ist noch die Struktur der barocken Anlage zu erkennen.

## Rezeption
Die Kinderhörspiel-Serie Schubiduu...uh von Peter Riesenburg und Hans-Joachim Herrwald handelt von einem Gespenst, das in Schloss Ahrensburg lebt.